# Villemomble
Villemomble est une commune française située dans le département de la Seine-Saint-Denis, en région Île-de-France. Ses habitants sont appelés les Villemomblois.

## Géographie

### Situation
Villemomble est située à 14 km à l'est de Paris, et recouvre, entre autres, le flanc nord du plateau d'Avron.

### Communes limitrophes
Villemomble est limitrophe des 7 communes suivantes :

### Voies de communication
Villemomble est desservie sur le plan routier par l'autoroute A103 et la route nationale 302.
Pour les transports en commun, Villemomble est desservie par la ligne E du RER aux gares de Le Raincy - Villemomble - Montfermeil et Gagny et par la ligne de tram-train T4 aux stations des Coquetiers et Allée de la Tour - Rendez-Vous.
La commune est aussi desservie par les lignes 114, 121, 221 et 303 du réseau de bus RATP, par les navettes municipales gratuites (circuits Bleu et Jaune) et la nuit par le réseau Noctilien.
Une piste cyclable a été créée le long de la ligne du tram-train. Villemomble est traversée par la ligne de Bobigny à Sucy - Bonneuil (ou Grande Ceinture complémentaire), une ligne de transport de fret sur laquelle se trouvait jusqu'aux années 1980 une importante gare de marchandises, Villemomble-Escale.

Transports à Villemomble
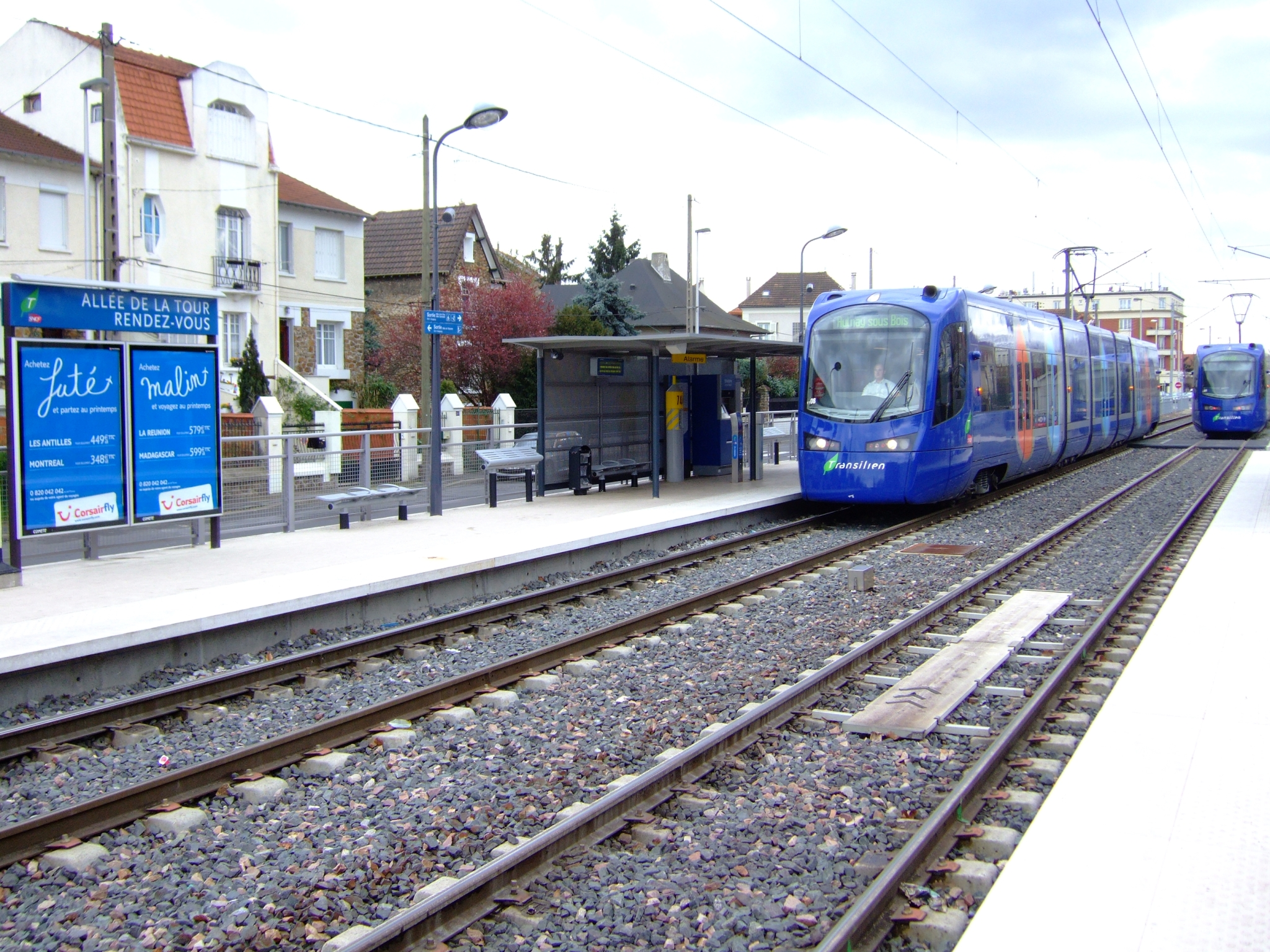
Croisement de tram-trains à Allée de la Tour.
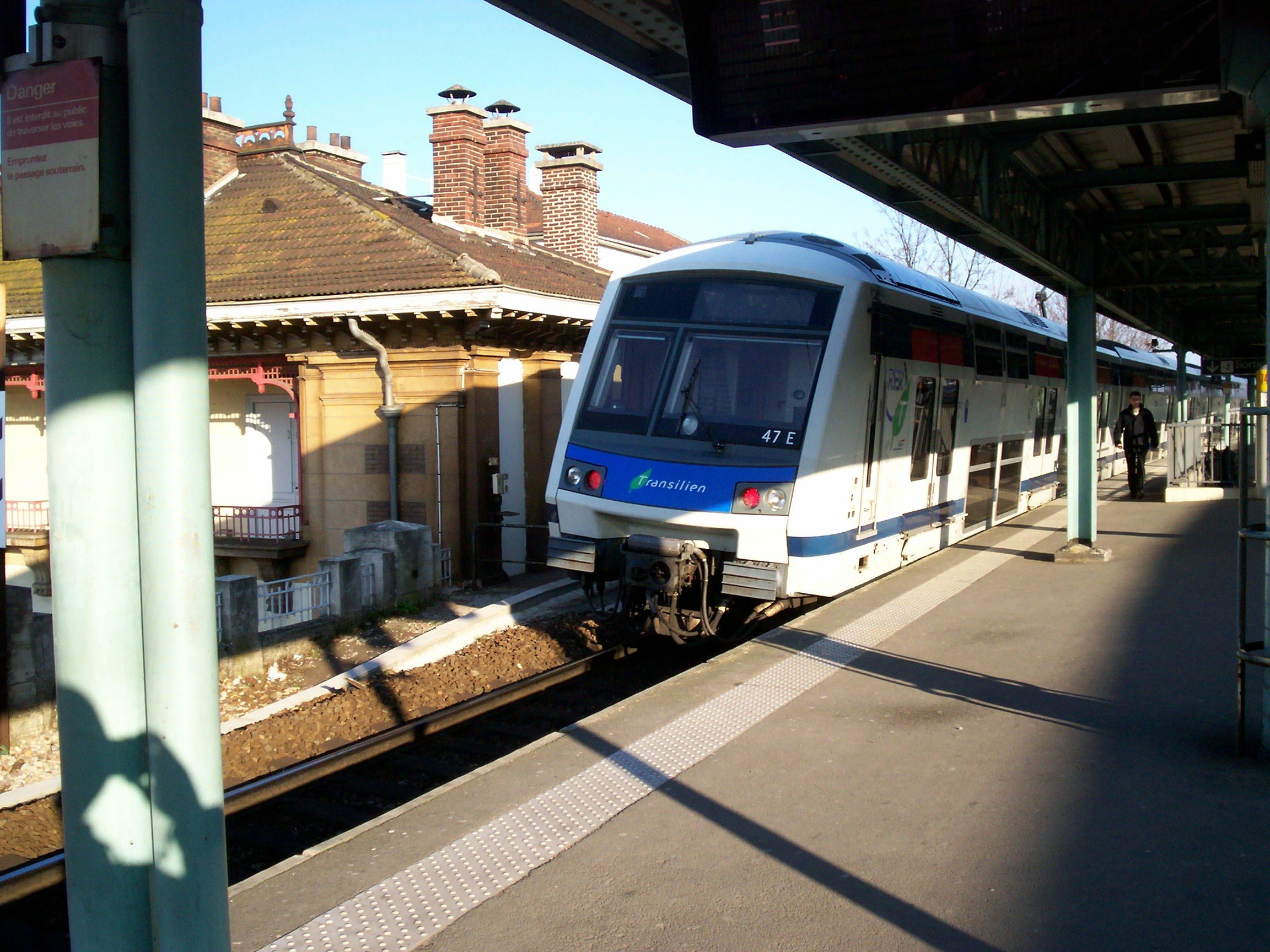
Un RER à la gare du Raincy - Villemomble - Montfermeil.
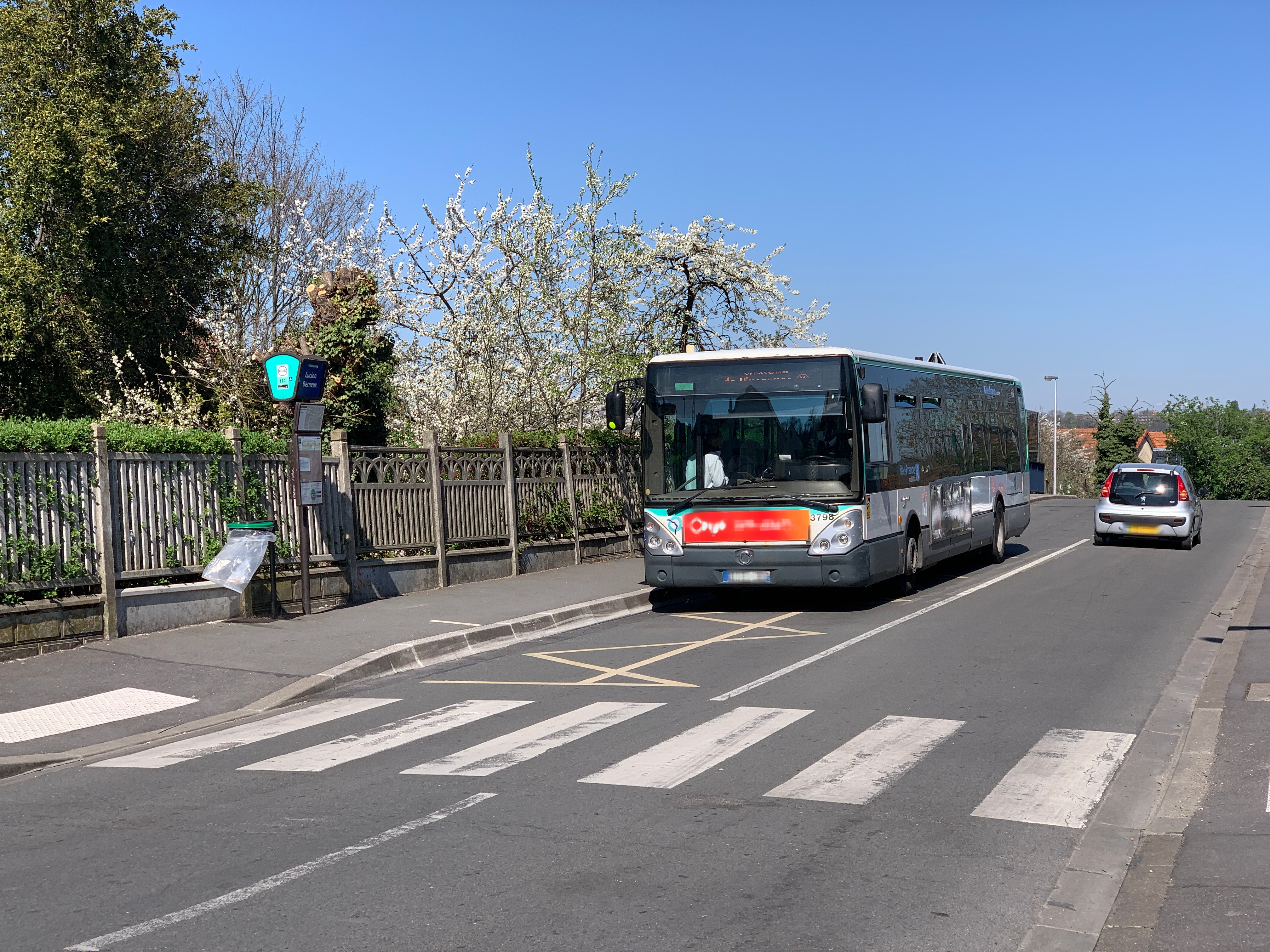
Bus 114 au niveau de l'arrêt Lucien Berneux.
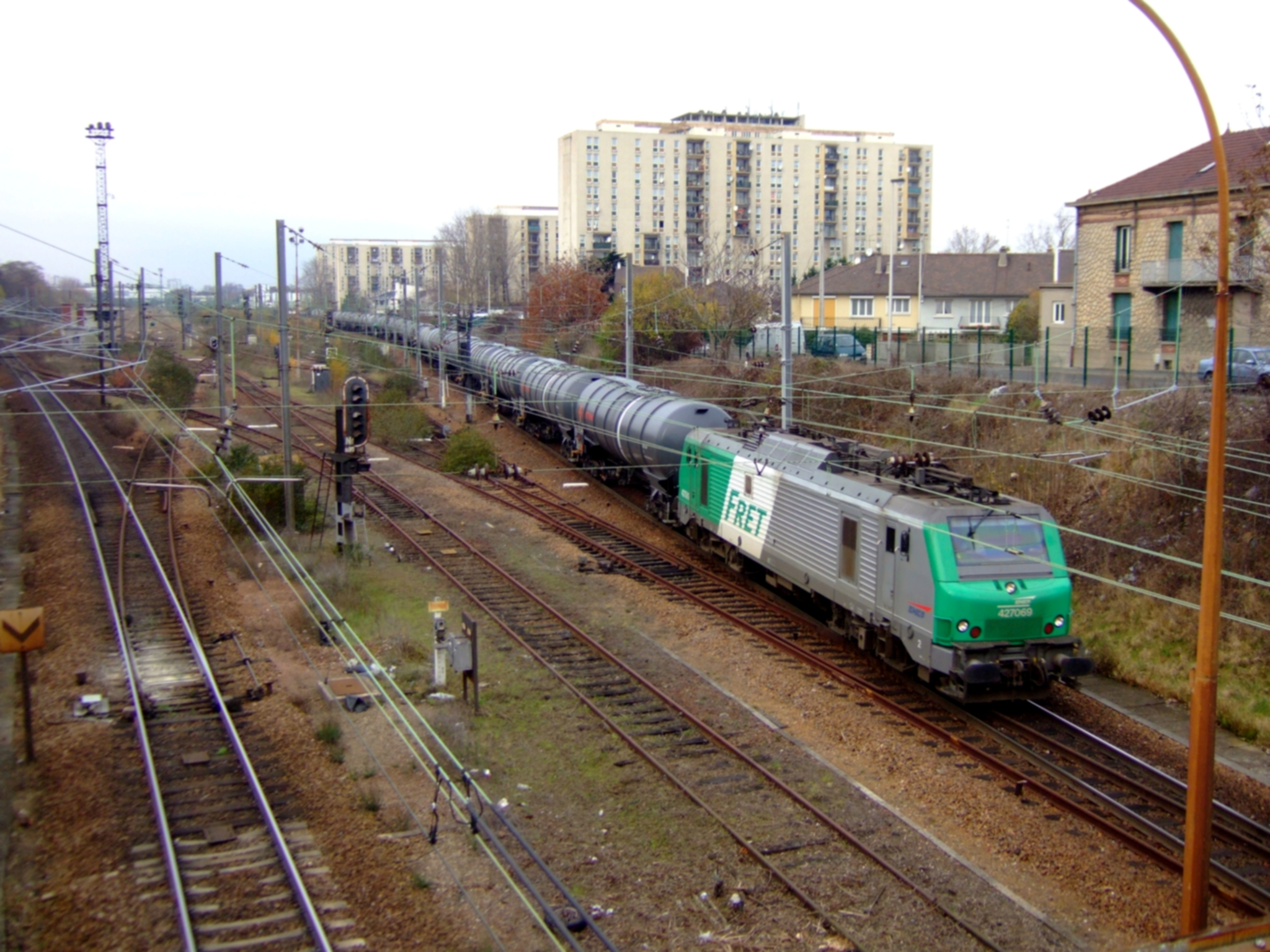
Train de fret sur la Grande ceinture complémentaire.

### Climat
Pour des articles plus généraux, voir Climat de l'Île-de-France et Climat de la Seine-Saint-Denis.
En 2010, le climat de la commune est de type climat océanique dégradé des plaines du Centre et du Nord, selon une étude du CNRS s'appuyant sur une série de données couvrant la période 1971-2000. En 2020, Météo-France publie une typologie des climats de la France métropolitaine dans laquelle la commune est exposée à un climat océanique altéré et est dans la région climatique Sud-ouest du bassin Parisien, caractérisée par une faible pluviométrie, notamment au printemps (120 à 150 mm) et un hiver froid (3,5 °C).
Pour la période 1971-2000, la température annuelle moyenne est de 11,7 °C, avec une amplitude thermique annuelle de 15,3 °C. Le cumul annuel moyen de précipitations est de 666 mm, avec 10,5 jours de précipitations en janvier et 7,7 jours en juillet. Pour la période 1991-2020, la température moyenne annuelle observée sur la station météorologique la plus proche, située sur la commune de Neuilly-sur-Marne à 4 km à vol d'oiseau, est de 12,3 °C et le cumul annuel moyen de précipitations est de 721,2 mm,. Pour l'avenir, les paramètres climatiques de la commune estimés pour 2050 selon différents scénarios d'émission de gaz à effet de serre sont consultables sur un site dédié publié par Météo-France en novembre 2022.
| Mois                                  | jan.           | fév.             | mars          | avril         | mai           | juin          | jui.          | août          | sep.          | oct.            | nov.            | déc.            | année     |
| ------------------------------------- | -------------- | ---------------- | ------------- | ------------- | ------------- | ------------- | ------------- | ------------- | ------------- | --------------- | --------------- | --------------- | --------- |
| Température minimale moyenne (°C)     | 2,1            | 1,9              | 4             | 6,2           | 9,8           | 13,1          | 15,1          | 14,7          | 11,2          | 8,5             | 5               | 2,6             | 7,8       |
| Température moyenne (°C)              | 4,9            | 5,4              | 8,5           | 11,5          | 15,1          | 18,4          | 20,7          | 20,4          | 16,6          | 12,7            | 8,1             | 5,4             | 12,3      |
| Température maximale moyenne (°C)     | 7,7            | 9                | 13,1          | 16,8          | 20,4          | 23,8          | 26,2          | 26,2          | 22            | 16,9            | 11,3            | 8,1             | 16,8      |
| Record de froid (°C) date du record   | −17 17.01.1985 | −12,5 08.02.1991 | −9,5 13.03.13 | −4,3 06.04.21 | −0,6 06.05.19 | 4 04.06.01    | 7,5 31.07.15  | 5 30.08.1986  | 1,5 30.09.18  | −4,5 30.10.1997 | −8,7 24.11.1998 | −8,9 29.12.1996 | −17 1985  |
| Record de chaleur (°C) date du record | 16,6 28.01.02  | 21,4 27.02.19    | 26,9 31.03.21 | 29,9 20.04.18 | 33,1 27.05.05 | 38,3 27.06.11 | 42,5 25.07.19 | 40,5 12.08.03 | 36,3 08.09.23 | 29,7 03.10.11   | 22,5 08.11.15   | 18 07.12.00     | 42,5 2019 |
| Précipitations (mm)                   | 57,7           | 50,6             | 51,5          | 50,2          | 72,4          | 62,4          | 64,4          | 60,4          | 52,2          | 60,5            | 62,8            | 76,1            | 721,2     |

## Urbanisme
Villemomble est  une ville résidentielle constituée de zones pavillonnaires et d'immeubles. 23,7 % (en 1999) de son parc de logements est constitué de logements sociaux comme l'exige la loi SRU.

### Typologie
Au 1er janvier 2024, Villemomble est catégorisée grand centre urbain, selon la nouvelle grille communale de densité à sept niveaux définie par l'Insee en 2022.
Elle appartient à l'unité urbaine de Paris, une agglomération inter-départementale regroupant 407  communes, dont elle est une commune de la banlieue,,. Par ailleurs la commune fait partie de l'aire d'attraction de Paris, dont elle est une commune du pôle principal,. Cette aire regroupe 1 929 communes,.

### Quartiers de la ville
On peut distinguer différents quartiers, dans Villemomble :
- au centre-nord : centre-ville - Orangerie
- au nord-ouest : Les Coquetiers
- au nord-est : Parc Carette
- à l'est : Église
- au sud-est : Époque - Saint-Exupéry
- au sud : Plateau d'Avron - Mairie
- à l'ouest : Les Marnaudes - La Fosse aux Bergers

## Toponymie
D'après Guy Martignon, la version de l'abbé Lebeuf selon laquelle un des compagnons du roi Childebert IV à qui il a distribué en bénéfices des terres entre Paris et Lagny, se nomme Mummole et que son domaine de Mummole ou villa mommuli en latin, aurait donné « villemomble » est plus probable que de l'attribuer à Saint Momble.
L'ouvrage État des communes à la fin du XIXe siècle indique la même étymologie villa mommuli mais argue que le nom de Mummole est simplement d'usage à l'époque carolingienne.

## Histoire
(septembre 2018).
Source bibliographique : Le Grand Livre de Villemomble, des origines à nos jours, Guy Martignon, Éditions SIDES, 2006.
Le site primitif de Villemomble prend ses racines dans une vallée marécageuse, formée par un ancien bras de la Marne et délimitée par la « Montagne d'Avron ». Non loin du hameau antique s'étend la forêt de Bondy. Très tôt la voie située en bordure du plateau d'Avron, l'actuelle Grande-Rue, tient lieu de chemin royal et c'est à partir de cet axe que se constitue, peu à peu, le hameau.
La première villa se met en place à l'époque de Dagobert Ier et appartient au comte de Paris, Mummolus. Village essentiellement agricole il dépend, à partir du VIIe siècle et jusqu'à la Révolution française, de l'abbaye Notre-Dame de Livry.
La seigneurie de Villemomble apparaît au début de la dynastie capétienne comme étant entre les mains de la famille Le Riche de Paris. Vers 1055, est cité comme seigneur de Villemomble Lisiard Le Riche de Paris, sous-chambrier du roi. Josselin de Beaumont-Gâtinais, chambrier de Philippe Ier, est seigneur de Villemomble de 1075 à 1120. Suit Josselin II de Beaumont-Gâtinais de 1120 à 1145.

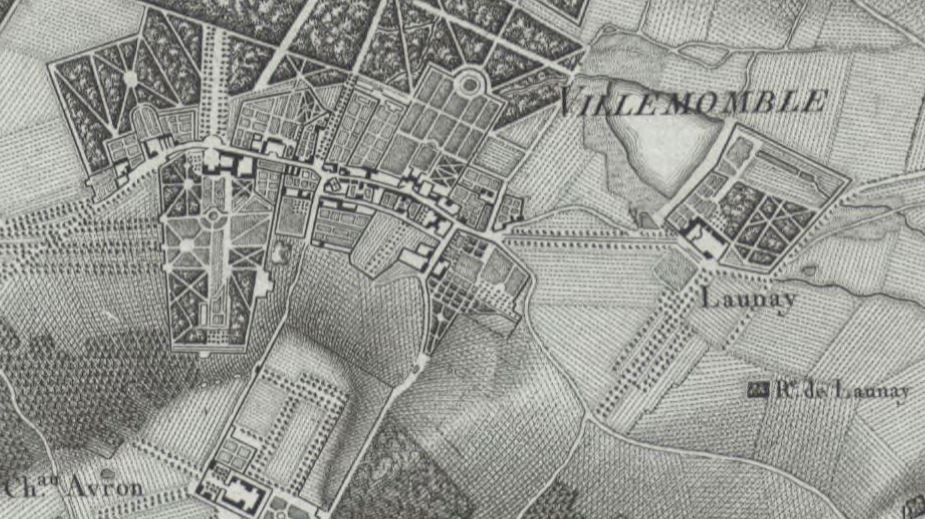
Villemomble sur la Carte des Chasses du Roi (.

Dans un chassé croisé d'alliance la seigneurie est détenue par la famille Mauvoisin. Vers 1215, Jean Ier de Beaumont-Gâtinais (1190-1256), grand chambrier de Louis VIII et Louis IX, devient seigneur des terres de Villemomble et autres lieux. Ses droits et charges de seigneur de Villemomble par son premier mariage avec Alix Mauvoisin, passent à son fils aîné Guillaume IV de Beaumont, dit « Pied de Rat » (1214-1269), comte de Caserte. De 1357 à 1529 par l'intermédiaire de sa fille Isabelle de Beaumont-Gâtinais, comtesse de Caserte, le domaine appartient à la maison de Montmorency-Laval puis à Olivier V de Clisson, Connétable de France (1361-1407) - Alain VIII et Alain IX de Rohan lieutenant général de Bretagne - Gaspard Bureau, grand maître de l'artillerie, puis Antoine de Chabannes, Grand maître de France (1473-1448) conseiller de Louis XI, et enfin Florimond Robertet, Trésorier de France et conseiller de Louis XII et François Ier (1507-1527). De 1529 à 1700, les terres de Villemomble seront successivement possédées par Tristan de Rostaing (sa femme Françoise Robertet était la petite-fille de Florimond), chevalier des Ordres du Roi, baron de la Guerche, Grand-maître des eaux et forêts de France (cf. l'article Sury), puis de 1652 à 1765 par la fastueuse famille des Le Ragois de Bretonvilliers.
Au début du XVIIIe siècle, les Le Ragois de Bretonvilliers la possèderont encore avec moins de faste, jusqu'à la vente des terres de Villemomble, Noisy-le-Sec et Avron par Charlotte Le Ragois à Jean-Baptiste, Paulin d'Aguesseau de Fresnes, maître des requêtes, en 1765.
Louis-Philippe d'Orléans (1725-1785), premier prince du sang, achète en 1767 le domaine de Villemomble, Noisy-le-Sec, Avron et autres lieux, pour sa favorite Étiennette Le Marquis (1737-1806), dite « Madame de Villemomble » mais encore par dérision « Marquise ». Il fera les beaux jours de Villemomble à partir de 1767 jusqu'à 1800 et fera édifier le château actuel par l'architecte Alexandre-Théodore Brongniart (ancienne mairie).
La première école de Villemomble est ouverte vers 1720 au sein de la paroisse.
Plusieurs châteaux attestent de l'importance de la seigneurie du XIIe au XVIIIe siècle : le château seigneurial durant près de 600 ans, actuellement disparu, puis le château seigneurial d'Avron et le château actuel sur l'emplacement du château seignerial depuis 1769 ; le château de Launay (1840) ; le château de la Garenne (1518).
L'exploitation du gypse des flancs du plateau d'Avron pour produire du plâtre a duré du XVIIIe au début du XXe siècle. Les ouvriers logeaient dans habitations troglodytes, représentées sur des cartes postales anciennes de la commune. Le Parc de la Garenne a été réalisé sur ces carrières, dont les rues avoisinantes rappellent ce passé industriel de la commune : rue de la Carrière, rue de la Plâtrière.
En 1822, la municipalité ouvre une école, et en 1824 est mis en place le premier service régulier de voitures publiques pour Paris. La route pour Pantin est créée en 1832.
En 1848, la municipalité construit la première mairie, devenue depuis l’école maternelle Pasteur.
En 1856 est mise en service la gare du Raincy - Villemomble - Montfermeil sur la ligne de Paris-Est à Strasbourg-Ville, qui avait été mise en service de Paris à Meaux en 1849. Cela facilite le déplacement des habitants et le transport des marchandises, tout en favorisant le développement le Villemomble comme lieu de villégiatures. Le bourg devient un lieu de résidence recherché qui maintient sa vocation agricole tout en s'enrichissant de nombreux corps de métier. En 1859 est mis en service le premier bureau de poste de la commune, desservant également Le Raincy et Rosny.
Lors de la guerre franco-allemande de 1870, les habitants de la commune sont évacués à Paris et la commune occupée par les Allemands.
Vingt ans avant les lois Jules Ferry, la ville instaure la gratuité de l'enseignement primaire en 1872. En 1875, le château de Villemomble est donné à la commune qui y installe la mairie en 1880. En 1879 est installée une usine à gaz, qui permet l'éclairage des habitations.
L'urbanisation et le développement de la commune se poursuivent à la fin du XIXe siècle, avec en 1882 l'ouverture d’un bureau télégraphique et la création du marché du centre, l'installation des premières plaques de rue. En 1890 est construit un groupe scolaire rue des Écoles (les actuels collège Pasteur et école primaire Leclerc).
La nouvelle église est construite en 1901, année où est mise en service la ligne de tramway électrique à impériale reliant la porte de Vincennes à la gare de Villemomble, exploitée par une compagnie privée, les Chemins de fer nogentais.
En 1903 et 1904 sont inaugurées la salle des fêtes (actuel théâtre Georges-Brassens) et une bibliothèque municipale.
En 1914, le passage à niveau de la gare est supprimé, et, en 1920 l'éclairage au gaz est remplacé par l'éclairage électrique dans les rues.
Pendant la Première Guerre mondiale, 400 soldats de la commune sont tués.

Villemomble au début du XXe siècle
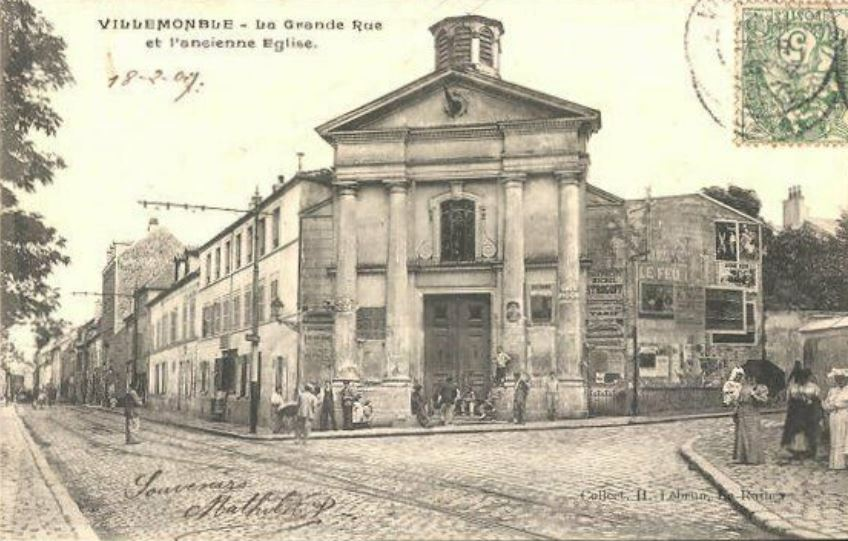
La Grande-rue et l'ancienne église.
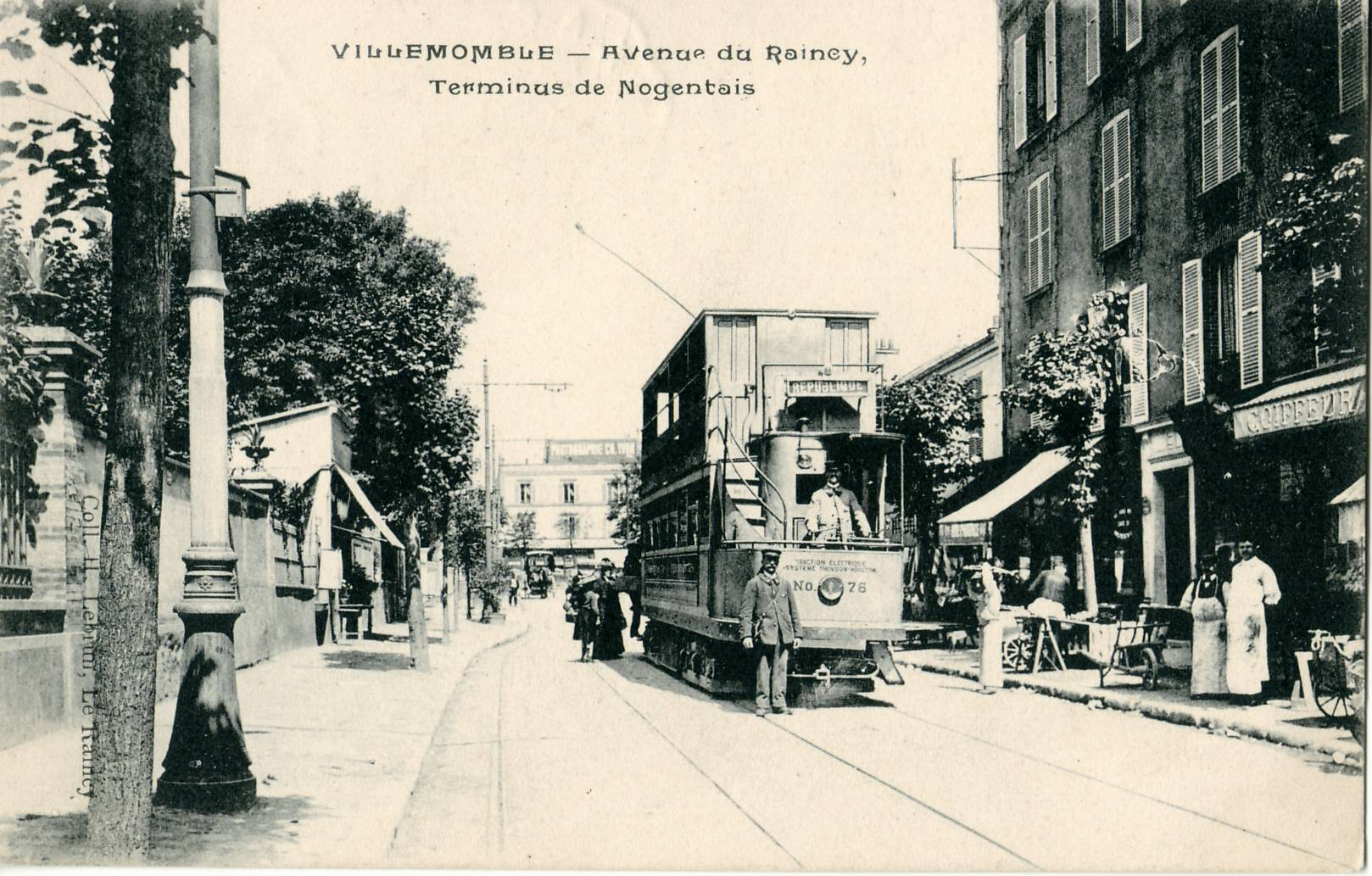
Le tramway des Nogentais reliait Villemomble à la place de la République jusqu'au 18 mars 1935, date à laquelle il a été remplacé par une ligne de bus, le 118.
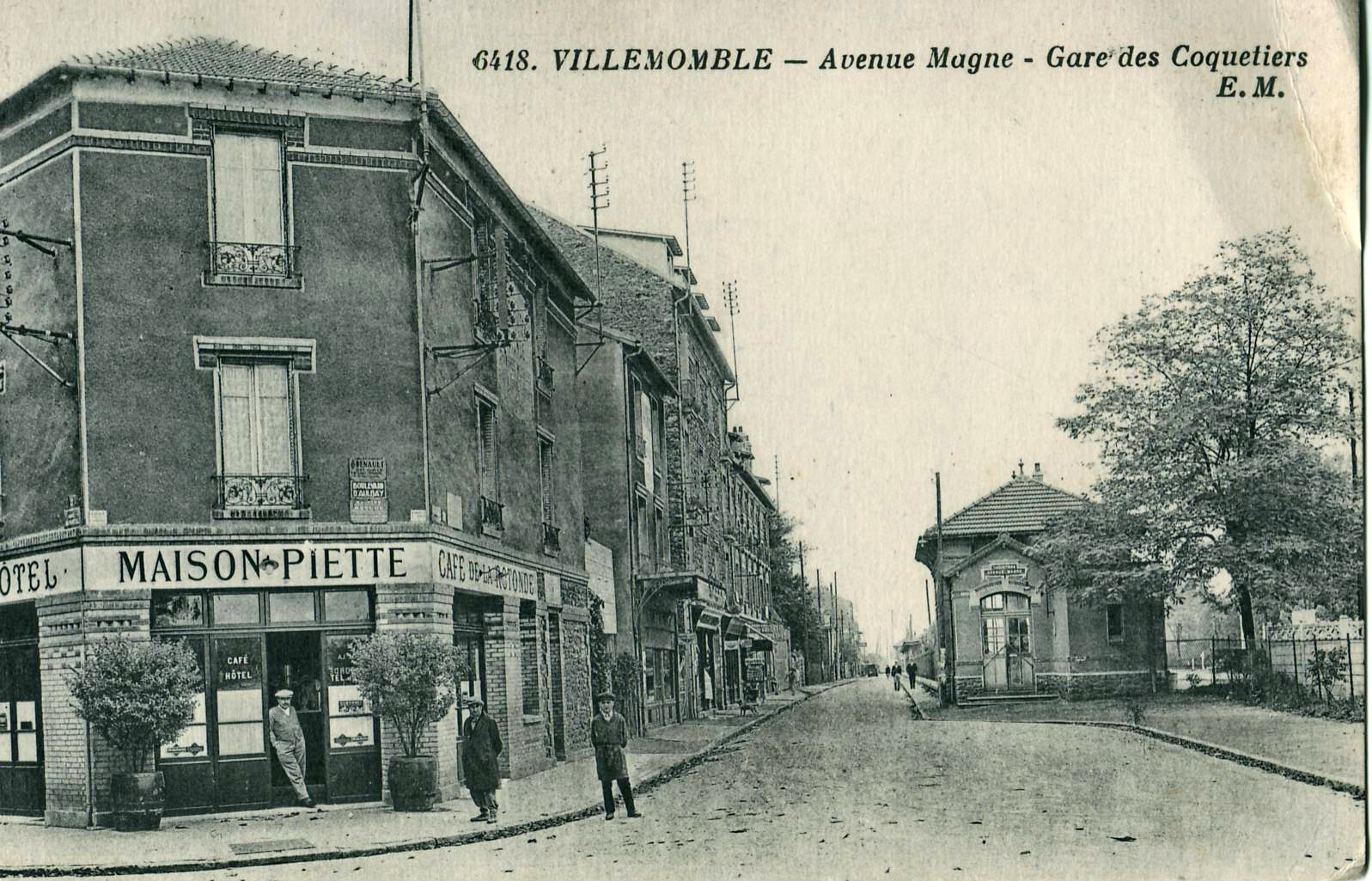
L'ancienne gare des Coquetiers, au début du XXe siècle, bien avant la transformation de la ligne des Coquetiers en ligne 4 du tramway d'Île-de-France.
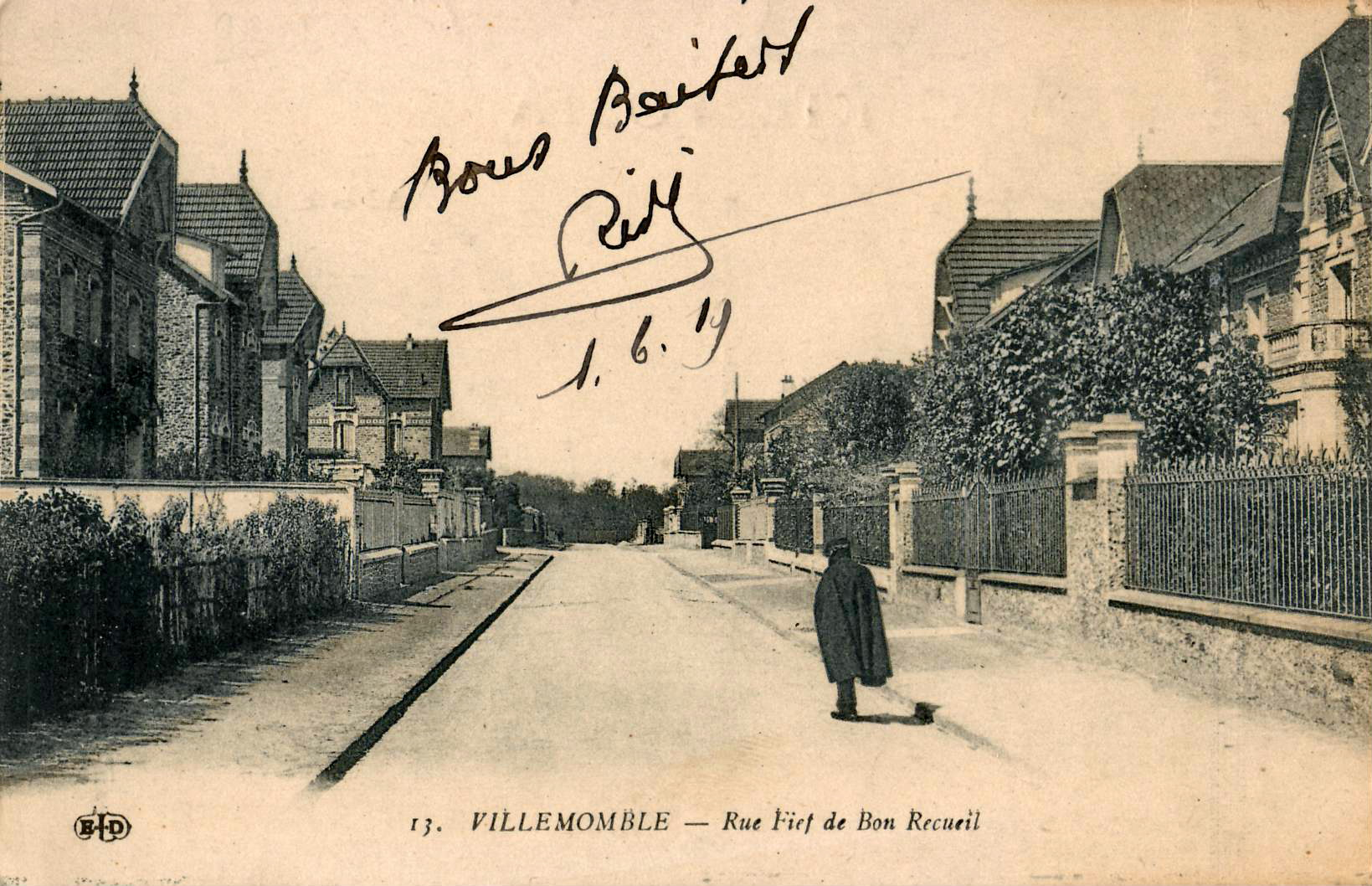
Rue pavillonnaire de Villemomble, vers 1919.
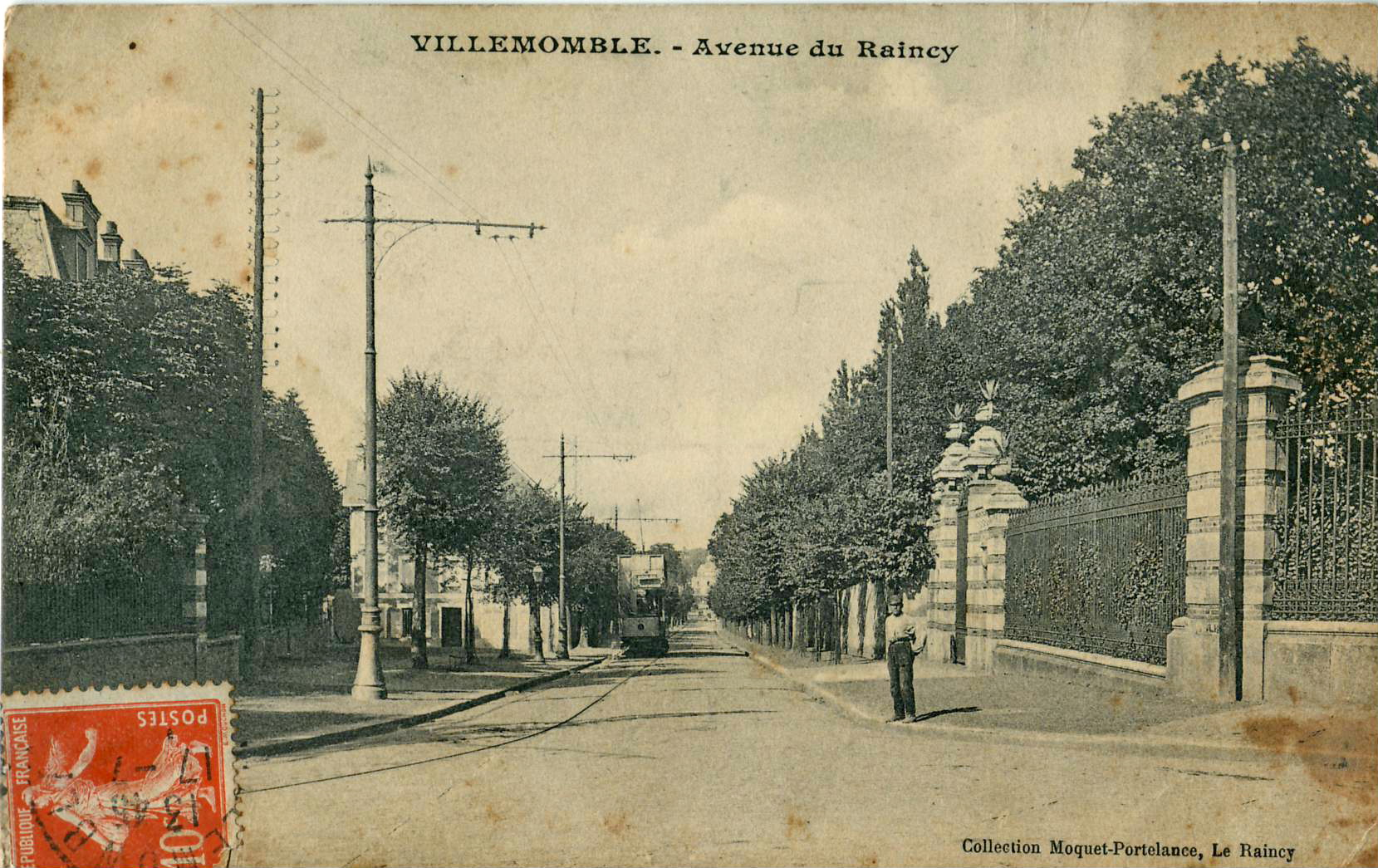
L'avenue du Raincy, à la même époque.
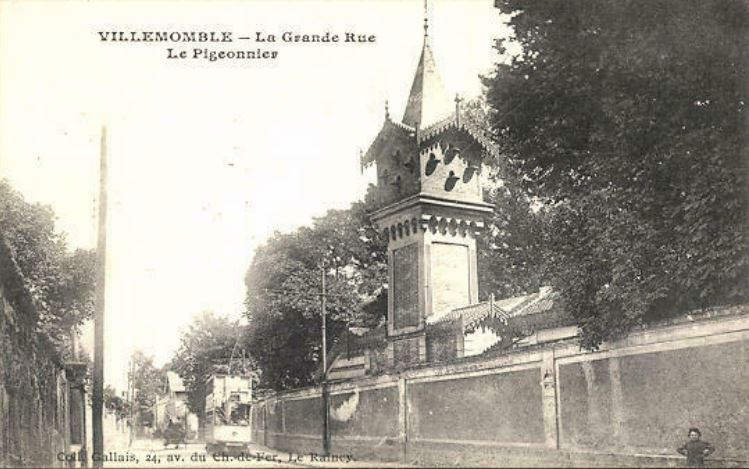
La Grande rue et le pigeonnier.
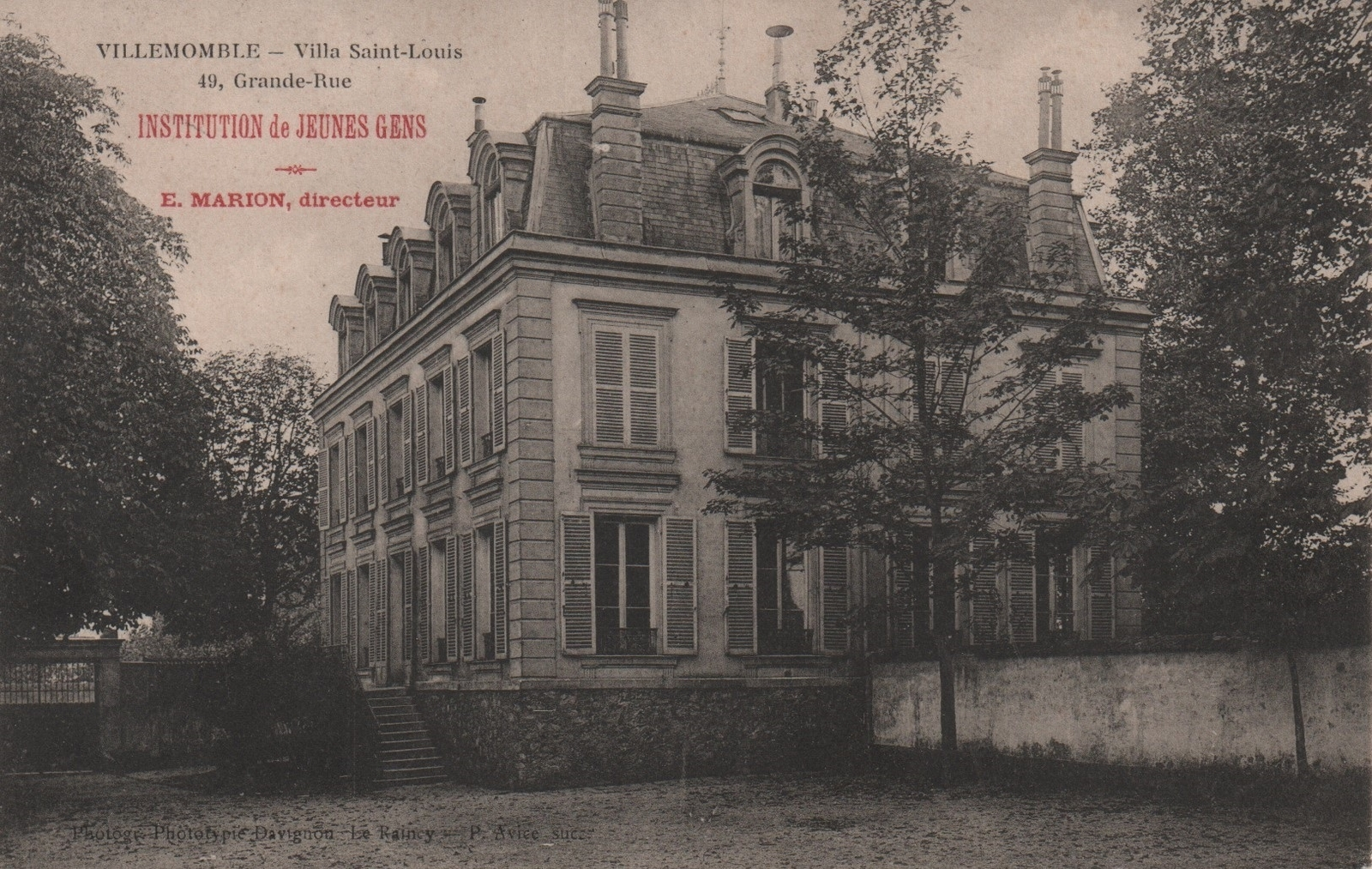
Villa Saint-Louis (institution de jeunes gens).
Habitations dans les carrières.
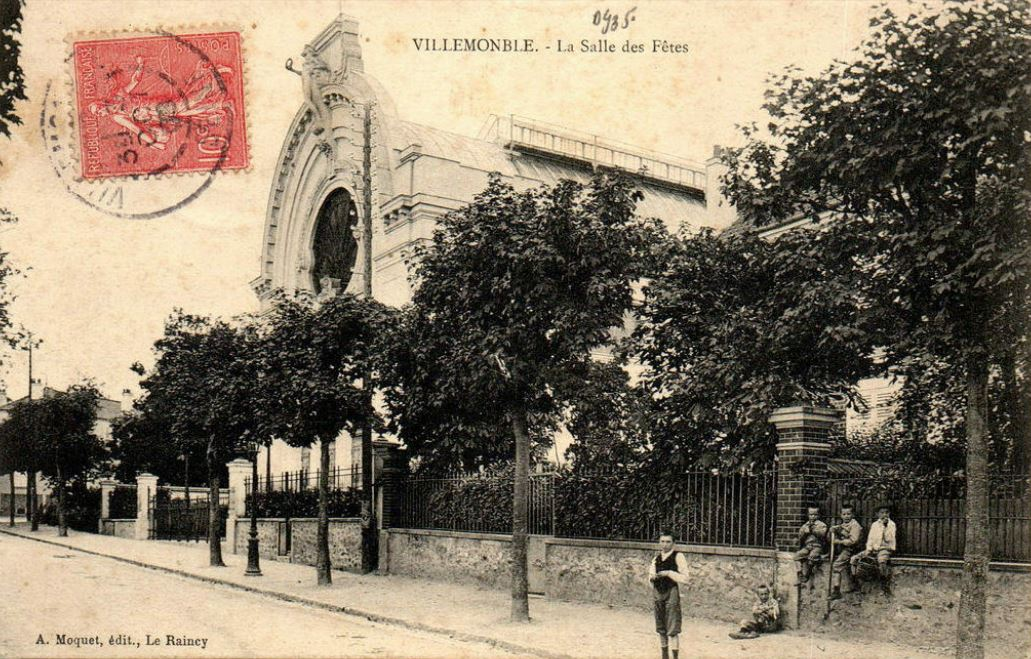
La salle des fêtes (théâtre Georges-Brassens).

En 1925, l'hôtel des postes est mis en service, et, en 1927, l'église Saint-Louis est dotée de son campanile, et, en 1928 la municipalité construit des bains-douches, et commence à réaliser l'assainissement des rues de la commune.
En 1930 est créé, à la demande du conseil municipal, un office municipal d'habitation à bon marché. L'église Notre-Dame-d’Espérance. est construite la même année, suivie, en 1932 de l'inauguration du groupe scolaire Foch et en 1933 du centre d’hygiène et d’assistance sociale.
Le stade Claude-Ripert est inauguré en 1938.
La Seconde Guerre mondiale est une époque difficile et troublée, pendant laquelle 26 Villemomblois sont tués. Une partie de la population résiste contre l'occupant.

## Politique et administration

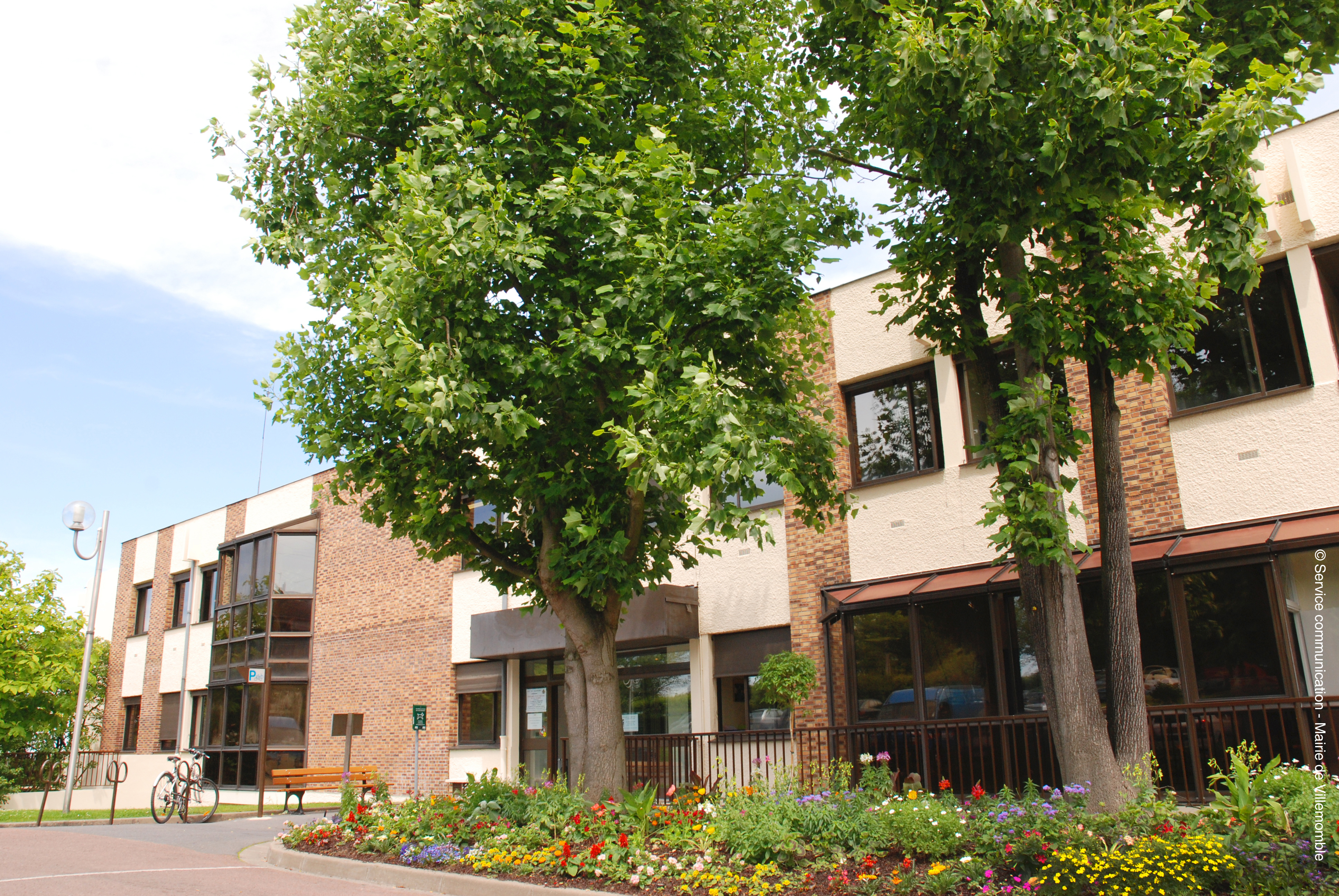
Hôtel de ville.

### Rattachements administratifs et électoraux
La commune faisait partie en 1793 du département de la Seine, et en 1801 du canton de Vincennes au sein de l'arrondissement de Sceaux. En 1893, la commune intègre le canton de Noisy-le-Sec et l'arrondissement de Saint-Denis.
À partir de la loi du 10 juillet 1964, la réorganisation de la région parisienne en 1964 fit que la commune appartient depuis au département de la Seine-Saint-Denis après un transfert administratif effectif au 1er janvier 1968. Lors de cette mise en place, elle devient le chef-lieu du canton de Villemomble. Dans le cadre du redécoupage cantonal de 2014 en France, elle devient le bureau centralisateur de ce canton, qui est modifié, passant de une à trois communes.
Lors de la création du département, elle était rattachée à l'arrondissement de Bobigny, mais, afin de faire coïncider les limites d'arrondissement et celles des intercommunalités, elle intègre le 1er janvier 2018 l'arrondissement du Raincy.
Pour l'élection des députés, elle fait partie depuis 1988 de la huitième circonscription de la Seine-Saint-Denis.

### Intercommunalité
Dans le cadre de la mise en œuvre de la volonté gouvernementale de favoriser le développement du centre de l'agglomération parisienne comme pôle mondial est créée, le 1er janvier 2016, la métropole du Grand Paris (MGP), à laquelle la commune, qui n'était membre d'aucune intercommunalité, a été intégrée.
Dans le cadre de la mise en place de la métropole du Grand Paris, la loi portant nouvelle organisation territoriale de la République du 7 août 2015 (loi NOTRe) prévoit la création d'établissements publics territoriaux (EPT), qui regroupent l'ensemble des communes de la métropole à l'exception de Paris, et assurent des fonctions de proximité en matière de politique de la ville, d'équipements culturels, socioculturels, socio-éducatifs et sportifs, d'eau et assainissement, de gestion des déchets ménagers et d'action sociale.
La commune a donc également été intégrée le 1er janvier 2016 à l'établissement public territorial Grand Paris - Grand Est.

### Tendances politiques et résultats
Robert Calméjane est maire de 1964 à 1977 puis de 1983 à 2001. Déjà battu aux élections législatives de 1973 par le maire PCF de Noisy-le-Sec, Roger Gouhier, avec 54,32 % des voix, il doit céder son siège au socialiste Jean-Paul Maitrias, qui conduit la liste d'union de la gauche aux élections municipales de 1977 et qui avait devancé le PCF dans la ville (22,33 % contre 19,34 %) au premier tour des élections cantonales de 1976.
Son fils, Patrice Calméjane, lui succède en cours de mandat, en 2001. Il est réélu en 2008, sa liste ayant obtenu la majorité dès le premier tour. De même, le 23 mars 2014, la liste qu'il conduit arrive en tête avec 65,75 % des voix au premier tour des élections municipales et il est réélu maire à la suite de celles-ci.
À partir du printemps 2018, la vie municipale subit une crise marquée et la majorité du conseil municipal se déchire ; certains élus menés par l'ex-maire-adjoint Jean-Michel Bluteau, se plaignant d'un manque d'écoute du maire Patrice Calméjane, démissionnent après le retrait des délégations de trois maires-adjoints par le maire, entraînant l'organisation de nouvelles élections municipales organisées fin 2018.
Celles-ci voient le succès de la liste menée par Patrice Calmejane, qui dépasse au second tour de 238 voix cette de Jean-Michel Bluteau (DVD) et largement celle d'union de la gauche menée par Marc Daydie,. Le conseil municipal du 9 décembre 2018 réélit donc le maire sortant. Toutefois, le Tribunal administratif de Montreuil, en mai 2019, puis en appel, le Conseil d'État, déclare Patrice Calméjane inéligible pour quatre mois, pour ne pas avoir respecté les délais dans lesquels il aurait dû rendre les comptes de cette campagne électorale. Patrice Calméjane est ainsi déclaré démissionnaire d'office d'élu municipal en septembre 2019. En conséquence, le conseil municipal du 23 septembre 2019 élit maire Pierre-Étienne Mage, ancien premier adjoint (LR), pour la fin de la mandature 2014-2020.
Au second tour des élections municipales de 2020 dans la Seine-Saint-Denis , la liste DVD - UDI - menée par Jean-Michel Bluteau obtient la majorité des suffrages exprimés, avec  3 175 voix (44,83 %, 	26 conseillers municipaux élus dont 1 métropolitain), devançant les listes menées respectivement par :

- l'ancien maire Patrice Calméjane, dont la période d'inéligibilité avait pris fin (LR - SL, 2 480 voix, 35,02 %, 6 conseillers municipaux élus ;

- Jean-Marc Minetto (PS - EÉLV - PCF - PP - GRS - G·s - RDG, 1 426 voix, 20,13 %, 3 conseillers municipaux élus).

Lors de ce scrutin, marqué par la pandémie de Covid-19 en France, 54,39 % des électeurs se sont abstenus.

### Liste des maires
| Période        | Période                        | Identité                              | Étiquette               | Qualité |
| -------------- | ------------------------------ | ------------------------------------- | ----------------------- | --- |
| 1790           | VIII                           | Jacques Aimé Delepine                 |                         | Maçon |
| VIII           | 1815                           | Louis Balthazard Girardot (De)        |                         | Propriétaire foncier |
| 1815           | 1816                           | François Feno                         |                         | Couvreur |
| 1816           | 1826                           | Louis Balthazard Girardot (De)        |                         | |
| 1826           | 1831                           | François Charles Gabriel Joseph Lewal |                         | Conseiller à la Cour des comptes |
| 1831           | 1831                           | Jean-Pierre Lecornet                  |                         | |
| 1831           | 1833                           | Jean-François Martin                  |                         | |
| 1833           | 1836                           | Jean-Pierre Lecornet                  |                         | |
| 1836           | 1844                           | René François Papin                   |                         | Négociant en soieries |
| 1844           | 1851                           | René Christophe Chevre                |                         | Négociant en laines |
| 1851           | 1852                           | Emmanuel Marius Mangin                |                         | |
| 1852           | 1871                           | Henri Ensminger                       |                         | Négociant en cuirs |
| 1871           | 1879                           | Louis-Constantin Detouche             |                         | Horloger bijoutier |
| 1879           | 1884                           | Louis Marie Alfred Giboury            |                         | Marchand tailleur |
| 1884           | 1887                           | Isaac Gabriel Levy                    |                         | Commerçant |
| 1887           | 1888                           | Alphonse Guilbert                     |                         | Industriel |
| 1888           | 1902                           | Gustave Louis Rodet                   |                         | Administrateur de l’Opéra-comique |
| 1902           | 1911                           | Louis Huraut                          |                         | Négociant en mercerie |
| 1911           | 1914                           | Émile Ducatte                         |                         | Pharmacien |
| 1914           | 1918                           | Henri Cosnier                         |                         | |
| 1918           | 1919                           | Xavier Buissonnier                    |                         | Entrepreneur en serrurerie |
| 1919           | 1929                           | Eugène Aubry                          |                         | Industriel |
| 1929           | 1934                           | Henri Jousseaume                      |                         | Industriel |
| 1934           | 1940                           | Louis Marie Badet                     | PSF                     | Clerc de notaire |
| 1940           | 1944                           | Claude Ripert                         |                         | Administrateur de sociétés |
| 1944           | 1944                           | Marcel Hanra                          |                         | Ingénieur Arts et Métiers |
| 1944           | 1945                           | Jacques Zuili                         | PCF                     | Représentant de commerce |
| 1945           | 1947                           | René Eberlé                           |                         | Professeur honoraire |
| 1947           | 1948                           | Alfred Touze                          |                         | Employé de commerce |
| 1948           | 1953                           | Marcel Chaillot                       | RPF                     | Directeur commercial |
| mai 1953       | 1964                           | Victor Larcher                        | RPF, puis UNR           | Chef de personnel d’entreprise Conseiller général de la Seine (32e secteur) (1959 → 1964) |
| 1964           | mars 1977                      | Robert Calméjane.                     | UNR, puis UDR, puis RPR | Conseil en relations publiques Député de la Seine (43e circ.) (1958 → 1967) Député de la Seine-Saint-Denis (5e circ.) (1968 → 1973) |
| mars 1977      | mars 1983                      | Jean-Paul Maitrias                    | PS                      | Cadre de banque |
| mars 1983      | mars 2001                      | Robert Calméjane,                     | RPR                     | Conseil en relations publiques Sénateur de la Seine-Saint-Denis (1986 → 2002) Conseiller général de Villemomble (1967 → 1988) Démissionnaire |
| mars 2001      | septembre 2019                 | Patrice Calméjane,                    | RPR puis UMP → LR       | Fils du précédent Ingénieur des bâtiments publics Conseiller général de Villemomble (1988 → 2007) Vice-président de l'EPT Grand Paris - Grand Est (2016 → 2019) Suppléant du député Robert Pandraud (2002-2007)Déclaré inéligible par le Conseil d'État |
| septembre 2019 | juillet 2020                   | Pierre-Étienne Mage                   | LR                      | Ingénieur des bâtiments publics Vice-président du SEDIF (2014 → 2020) Vice-président de l'EPT Grand Paris - Grand Est (2019 → 2020) |
| juillet 2020,  | En cours (au 24 novembre 2021) | Jean-Michel Bluteau                   | DVD                     | Conseiller en vente chez Orange |

### Distinctions et labels
En juin 2009, Villemomble obtient le prix régional des rubans du patrimoine attribué par la Fondation du patrimoine, à la suite des dossiers présentés par la commune concernant  la restauration du château.
La ville de Villemomble a obtenu en 2007 trois fleurs au concours des villes et villages fleuris.
- L'église Saint-Louis de Villemomble (campanile construit en 1926 par l'architecte Paul Tournon avec la collaboration de Carlo Sarrabezolles), a été choisie en 2022 par la Fondation du Patrimoine pour figurer dans les 18 sites du Loto du Patrimoine.

### Jumelages
- Bonn-Hardtberg (Allemagne) depuis 1967 — anciennement Duisdorf.
- Droylsden (Royaume-Uni) depuis 1983.
- Portimão (Portugal) depuis 1989.

## Population et société

### Démographie
Évolution démographique
L'évolution du nombre d'habitants est connue à travers les recensements de la population effectués dans la commune depuis 1793. Pour les communes de plus de 10 000 habitants les recensements ont lieu chaque année à la suite d'une enquête par sondage auprès d'un échantillon d'adresses représentant 8 % de leurs logements, contrairement aux autres communes qui ont un recensement réel tous les cinq ans,.

En 2022, la commune comptait 29 973 habitants, en évolution de −0,26 % par rapport à 2016 (Seine-Saint-Denis : +4,67 %, France hors Mayotte : +2,11 %).
| 1793 | 1800 | 1806 | 1821 | 1831 | 1836 | 1841 | 1846 | 1851 |
| ---- | ---- | ---- | ---- | ---- | ---- | ---- | ---- | ---- |
| 417  | 433  | 440  | 516  | 668  | 647  | 614  | 670  | 684  |

| 1856 | 1861 | 1866 | 1872  | 1876  | 1881  | 1886  | 1891  | 1896  |
| ---- | ---- | ---- | ----- | ----- | ----- | ----- | ----- | ----- |
| 764  | 860  | 983  | 1 180 | 1 332 | 2 033 | 3 141 | 3 725 | 4 901 |

| 1901  | 1906  | 1911  | 1921   | 1926   | 1931   | 1936   | 1946   | 1954   |
| ----- | ----- | ----- | ------ | ------ | ------ | ------ | ------ | ------ |
| 6 104 | 8 191 | 8 959 | 10 872 | 13 650 | 17 199 | 18 523 | 18 641 | 21 522 |

| 1962   | 1968   | 1975   | 1982   | 1990   | 1999   | 2006   | 2011   | 2016   |
| ------ | ------ | ------ | ------ | ------ | ------ | ------ | ------ | ------ |
| 24 540 | 28 756 | 28 727 | 27 571 | 26 863 | 26 995 | 28 339 | 28 368 | 30 051 |

| 2021   | 2022   | - | - | - | - | - | - | - |
| ------ | ------ | - | - | - | - | - | - | - |
| 30 332 | 29 973 | - | - | - | - | - | - | - |

### Enseignement

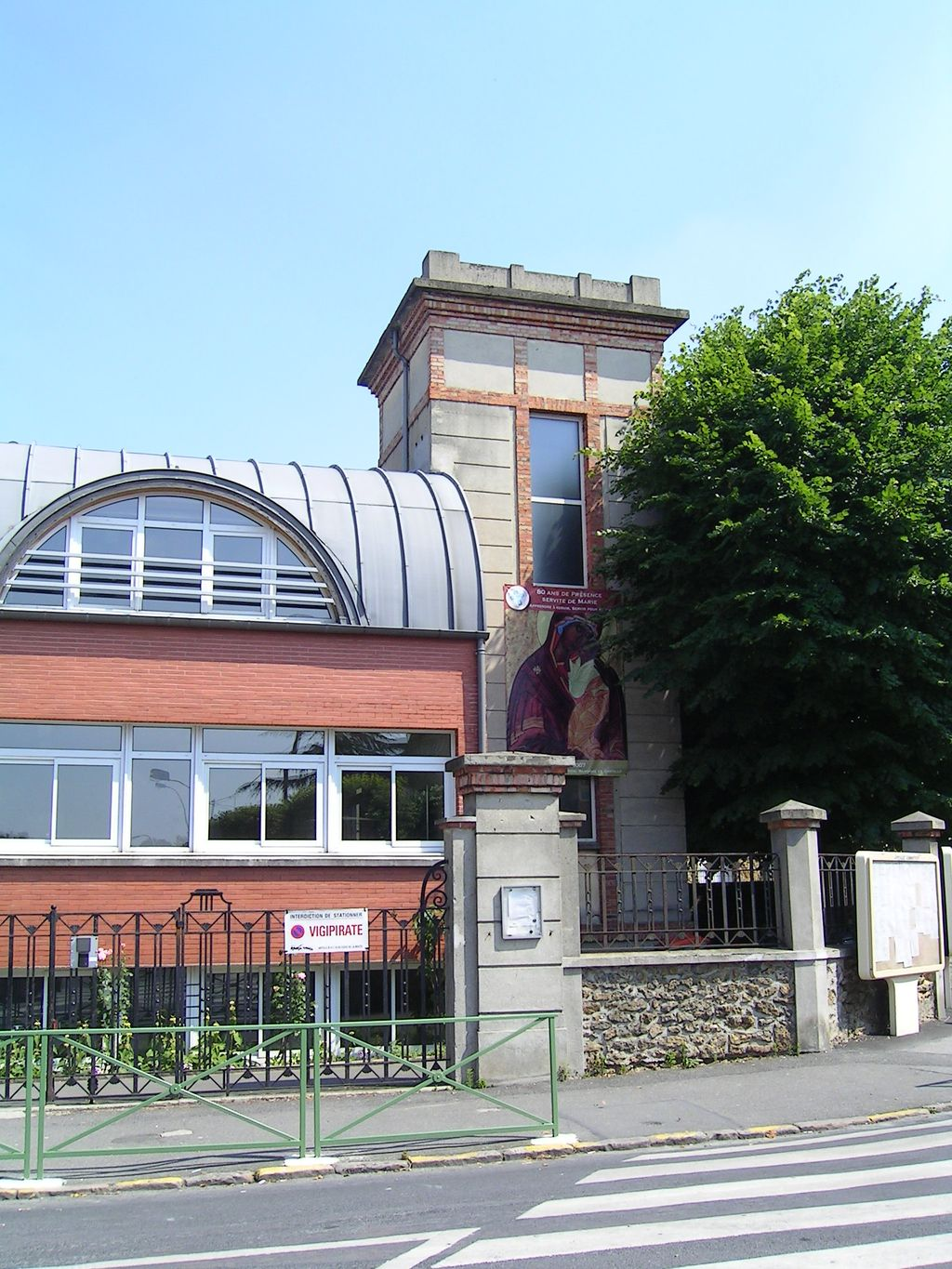
École privée Blanche de Castille

- Collège Jean-de-Beaumont
- Collège Louis Pasteur
- Lycée Georges-Clemenceau (en)
- Groupe scolaire privé Servites de Marie
- Lycée polyvalent Blaise Pascal

### Culture

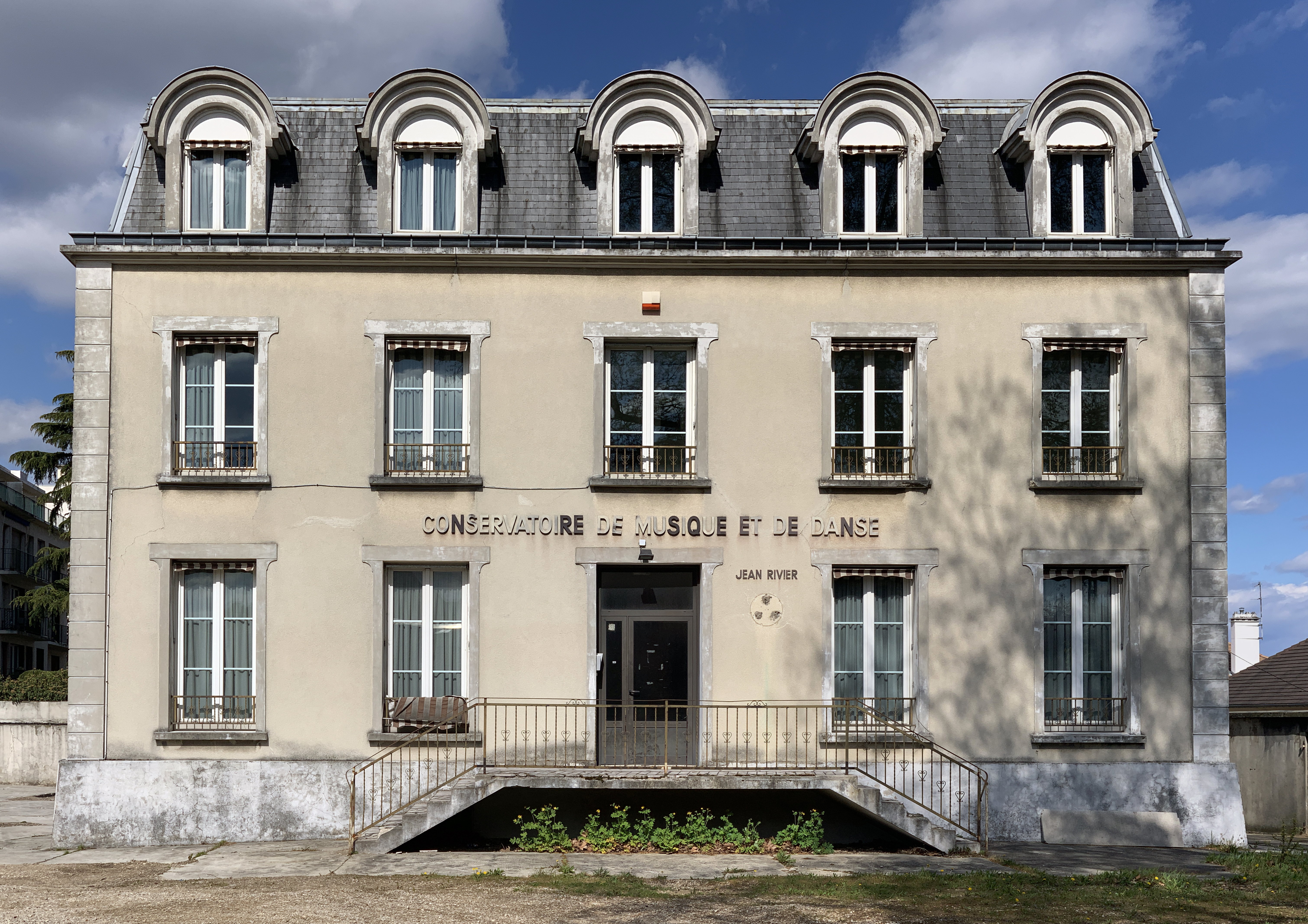
Le conservatoire de musique et de danse Jean-Rivier.
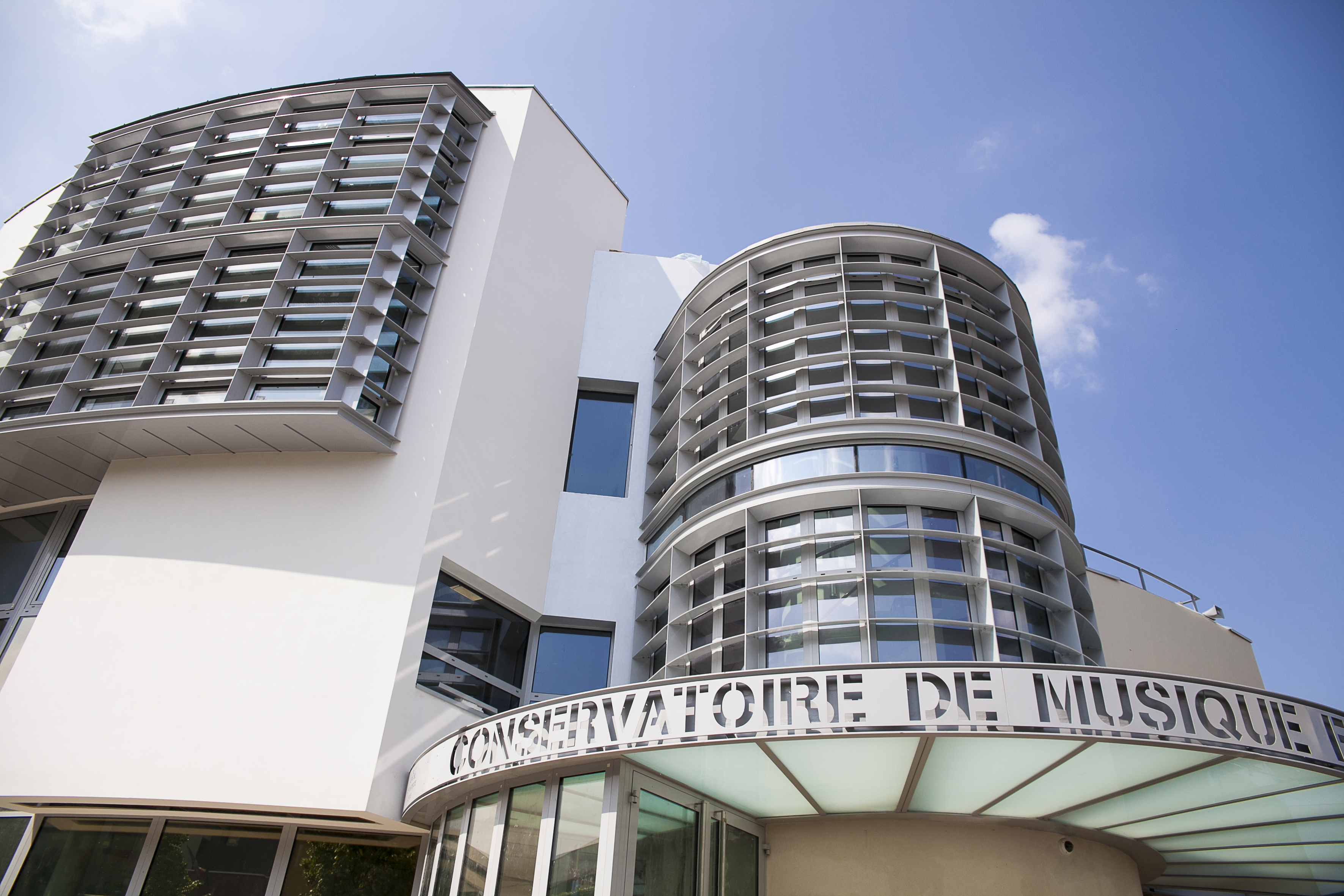
Conservatoire de musique et de danse Maurice-Ravel.
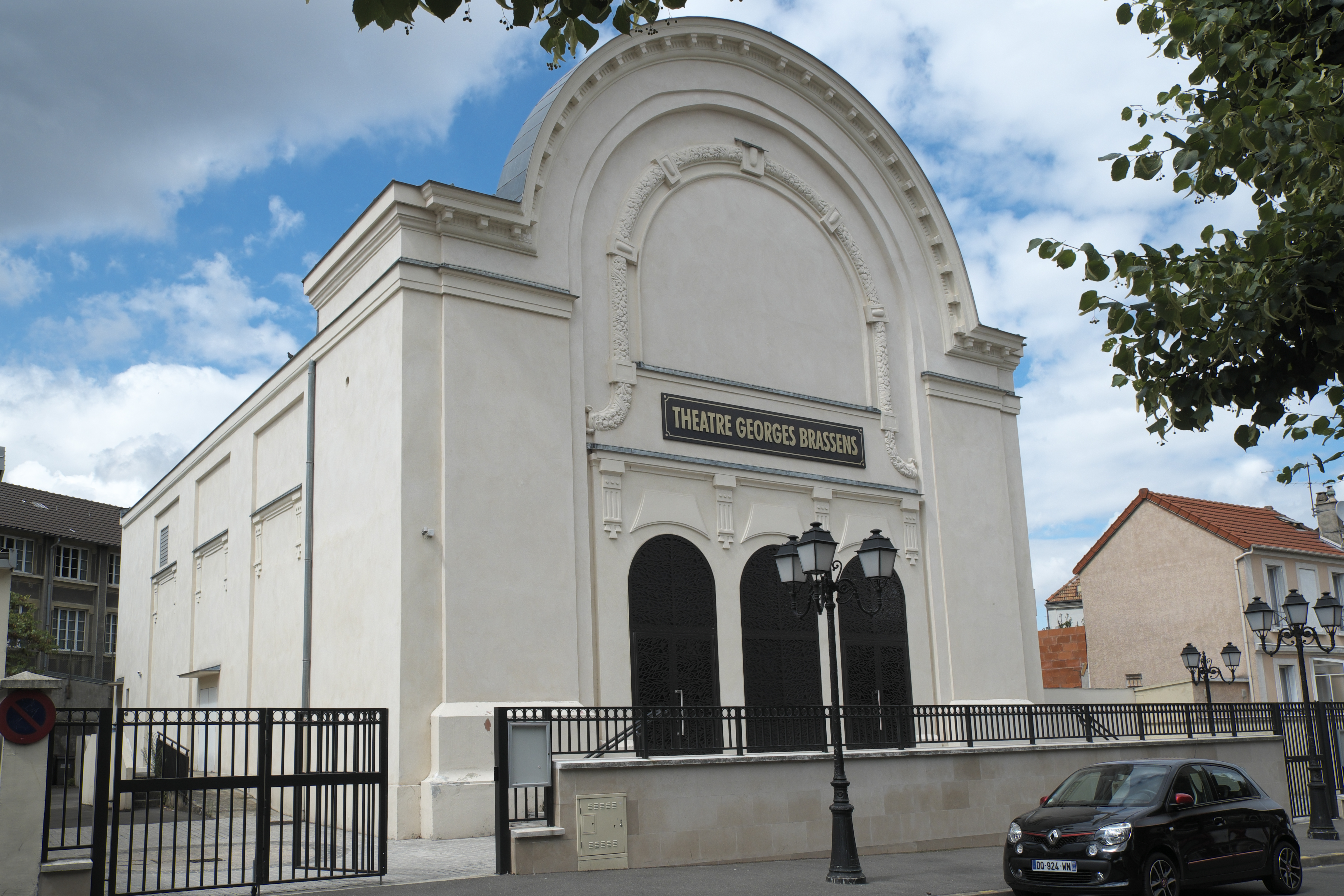
Théâtre Georges-Brassens.

### Sports
Source :  Les associations de Villemomble et des environs, Guy Martignon, Éditions Sides (2000).
La plus vieille association sportive, toujours en activité est la 1re Compagnie d'Arc de Villemomble, recréée en 1821. Il y a aussi dans les années 1850 deux sociétés de "Chevaliers d'Arc" qui forment 2 compagnies distinctes, ainsi qu'une "Compagnie d'Arbalétriers" comptant chacune une vingtaine de membres. D'autres sociétés se constituent dans la deuxième moitié de ce siècle afin de pratiquer le tir comme "Le Rigodon", la gymnastique comme les sociétés "L'Amitié" et "L’Étoile de Villemomble", constituée en 1885. La "Société Sportive du Raincy-Villemomble"", est fondée en juin 1894, elle est constituée de marcheurs et de cyclistes tandis que "La Stella du Raincy-Villemomble" est une société d'éducation physique, 7, bd du Nord, au Raincy. Dès la création en 1921 de "Villemomble-Sports (Société municipale d'éducation physique, de préparation militaire et de Sports) des disciplines sportives vont se développer au sein de cette association telles que l'athlétisme, le football, le Cross-country, le basket-ball, la natation, la lutte, la boxe et l'éducation physique. La section de football est la première à voir le jour en 1922. À la suite de la disparition du club raincéen, nombre de joueurs viennent rejoindre la section villemombloise. L'équipe de football du Raincy, "La Raincéenne" avait été fondée en 1910, l'une des grandes équipes française. Une section de basket-ball est créée en 1933 et les 47 joueurs s'entrainent dans la nouvelle salle d'éducation physique construite sur le stade municipal, rue de Neuilly. En 1937, le capitaine de l'équipe est Raymond Hoinant, futur promoteur du handball en France. Dans l'entre-deux-guerres, Villemomble-Sports-Athlétisme, figure en bonne place parmi les grands clubs parisiens. Dans les années 1930, la direction technique de cette section est confiée au professeur G. Coulon. C'est Raymond Hoinant, athlète et professeur d'éducation physique, qui lui succède en 1940. La section tennis de Villemomble-Sports voit le jour en 1938 sous la présidence de de M. Claude Ripert. Les joueurs du TCV  évoluent au plus haut niveau national. L'équipe première sera championne de France et tiendra sa place en 1re division pendant de longues années avec les joueurs Pestre et Renoult sous la direction de M. Hermann Saladin.
Le 5 décembre 1915, dans le cadre du patronage paroissial est fondée "La Jeanne d'Arc de Villemomble", société de gymnastique qui s'est peu à peu transformée pour ne rester, en 1955, qu'un club essentiellement tourné vers le handball, dans l'ombre des voisins de "La Villemomble Sports".
Alors que le handball se jouait encore à onze joueurs sur un terrain de football, la Villemomble Sports était alors le meilleur club français, remportant sept Coupes de France entre 1945 et 1953 et trois Championnats de France dont le premier Championnat à sept joueurs en 1953. À cette époque, Villemomble est véritablement « La Mecque du Handball » et va marquer de son empreinte le Handball à 11 et à 7 et faire connaître notre commune à travers l'Europe. Au début de la Seconde Guerre mondiale, Raymond Hoinant, responsable de l'athlétisme à Villemomble-sports propose à M. Ripert, maire de Villemomble, la création d'une section de handball. Cette proposition est adoptée lors de la réunion du Comité directeur de Villemomble-Sports en date du 17 janvier 1942. M. Ripert suggère que les matchs soient joués au stade moderne "Claude Ripert", 103 rue de Neuilly que ce dernier  a fait édifier en 1938 à ses frais personnels. Raymond Hoinant débauche un certain nombre de joueurs des sections d'athlétisme et de basket-ball et les initie au jeu avec pour partenaires, dans les premiers mois, des joueurs allemands qui s'entraient sur la pelouse du stade Ripert. Raymond Hoinant sera l'entraineur et par la suite celui de l'équipe de France. Les deux premiers capitaines de l'équipe villemombloise, Robert Hébert et Henri  Girard seront tués avant la fin de la guerre. Villemomble-sports apporte à l'équipe de France de nombreux internationaux dont les plus connus sont le gardien de but, Rochepierre, le 1er capitaine de l'équipe de France, Marcel Gaudion, J.C. Hoinant, A Sannier et "Le Grand Chasta", capitaine de l'équipe de France, considéré encore aujourd'hui comme l'un des meilleurs joueurs de tous les temps.
Si la commune est appelée "La Mecque du Handball", elle a été avec le Judo-Club du Raincy-Villemomble, le creuset du judo en Ile-de-France, des années 50 aux années 1970. M. et Mme Jean Bergounioux fondent ce club prestigieux en 1948, l'une fut la première femme ceinture noire en France, l'autre ex-champion d'Europe. Le Dojo est logé dans un ancien garde-meuble situé 10-12 avenue Gallieni. L'Oscar des professeurs est décerné à Jean Bergounioux. Il forme dans le cadre du Judo-Club plus de 400 ceintures noires et plusieurs champions internationaux : Cuissard, Miclo, J.J. Mounier, Decherchi, Drux; Gautier et Armand Desmet, champion d'Europe, plus de 30 fois sélectionné en équipe de France et qui aujourd'hui a été nommé l'un des rares judokas mondiaux, 8e Dan.

### Cultes
- Culte catholique :

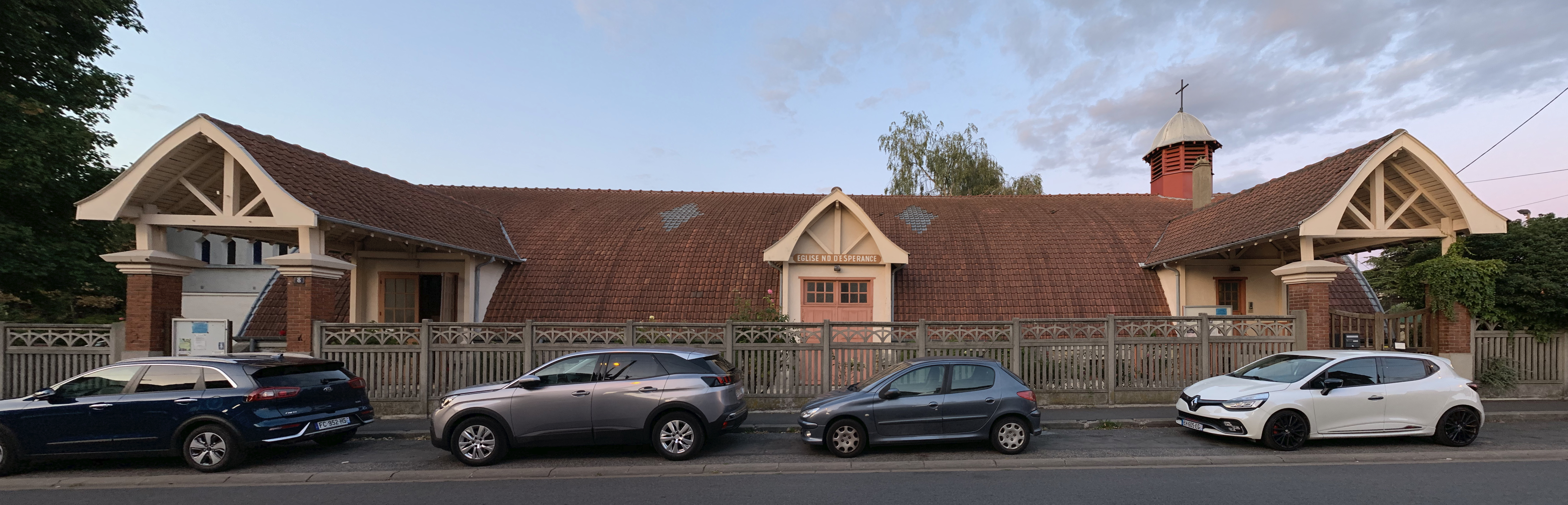
Église Notre-Dame d’Espérance.

  - l’église Saint-Louis, à laquelle est accolée la chapelle du Saint-Esprit (ou chapelle Saint-Genest)[52]
  - l’église Notre-Dame-d’Espérance[53]
  - la chapelle Saint-André[54]
- Culte évangélique : Centre du Renouveau Chrétien
- deux cimetières : l’ancien cimetière rue d'Avron, et le nouveau cimetière situé avenue de Rosny.

Ne disposant pas de lieu de culte :
- Culte musulman : plusieurs salles de prière, notamment dans les foyers Adoma, sont présentes dans la ville[55] qui ne dispose pas de mosquée (une est en construction à Montfermeil)
- Culte protestant : temple protestant du Raincy

## Économie
Autrefois le siège de la société BéBé Confort, actuellement il n'y a plus d'usine à Villemomble.

## Culture locale et patrimoine

### Lieux et monuments
- L'église Saint-Louis : 

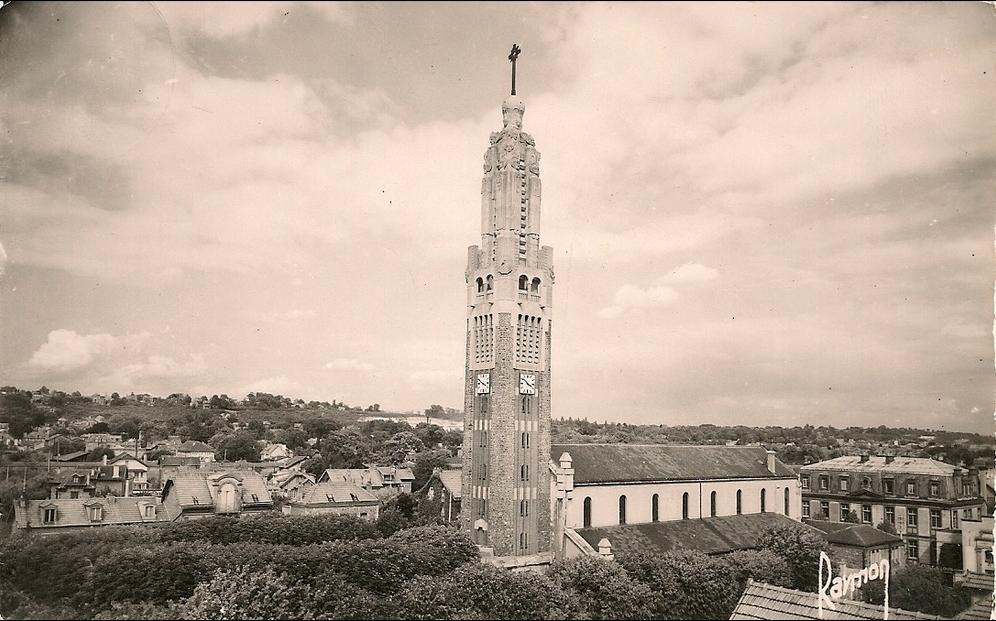
Le clocher moderne de l'église Saint-Louis domine la ville.

L'abbé Jean Lebeuf attribue la fondation de la première église de Villemomble à un dépôt de reliques de saint Genès d'Arles, fait par le conseiller Genès de Lyon, vers l'an 660[56]. L'église est détruite pendant la Fronde en 1649. Une autre église est construite en 1699 ; elle est détruite en 1933.
La nouvelle église Saint-Louis, inaugurée en 1901, est inscrite en totalité dans l'inventaire supplémentaire des monuments historiques par arrêté no 96.2.154 du 22 octobre 1996[57]. Il lui est accolée la chapelle Saint-Genest, construite en 1958 à l’initiative de l'Œuvre des Chantiers du Cardinal par l’architecte Sorin[52].

Église Saint-Louis
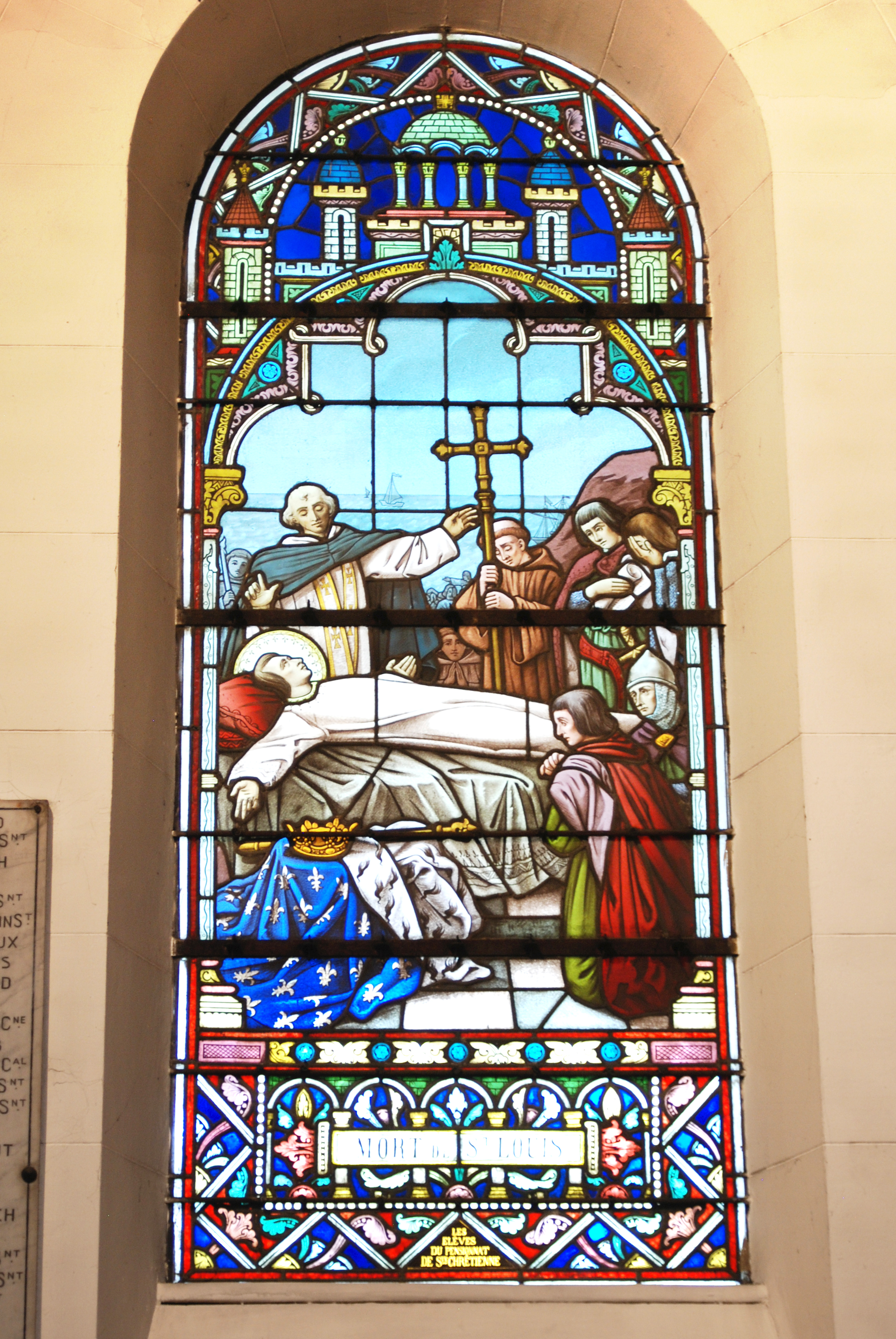
L’église Saint-Louis est éclairée par de nombreux vitraux remarquables.
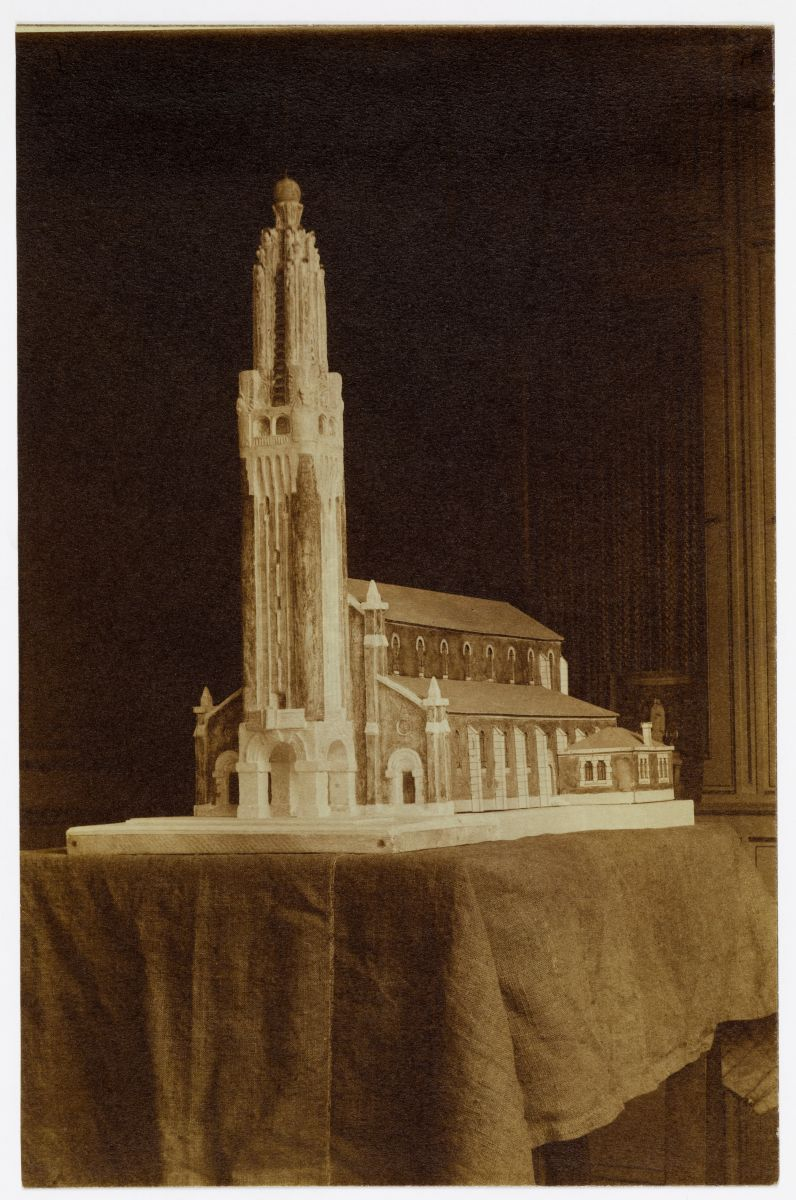
Maquette de l'église Saint-Louis de Villemomble avec le projet de clocher conçu par Paul Tournon, 1926. Archives nationales (Fontainebleau), 377 AP 209.

- Le château de Villemomble : 
En 1767, Louis-Philippe d'Orléans acheta les terres de Villemomble pour sa maîtresse Étiennette-Marie-Périne Le Marquis, Dame de Villemomble. Elle fait raser ce qui reste du château renaissance construit pour Florimond Robertet et fait  construire son château par Alexandre Brongniart. Baronne et seigneur de Villemomble, elle y séjourne jusqu'à la fin du siècle pour le vendre à M. Nicolas Bourelle de Sivry, payeur général de la guerre. En 1875, Julie Outrebon (née Papin) en est la dernière propriétaire. Lors de la séance du Conseil Municipal de la même année, le maire, M. Detouche annonce qu'étant devenu acquéreur en société avec Madame Outrebon, née Papin, du château de Villemomble, ils l'offraient afin d'y installer la mairie et des écoles de garçons et de filles ; qu'ils ajoutaient à ce don, un espace environnant afin de faire une vaste place publique, autour de la mairie. 
Réalisés dans le respect des prescriptions de l'architecte des bâtiments de France, des travaux de rénovation du château sont achevés début 2007.
Actuellement, le château seigneurial, restauré, est utilisé pour des activités culturelles[58] et est le siège de l'Association des amis du château seigneurial de Villemomble.

Le château seigneurial de Villemomble
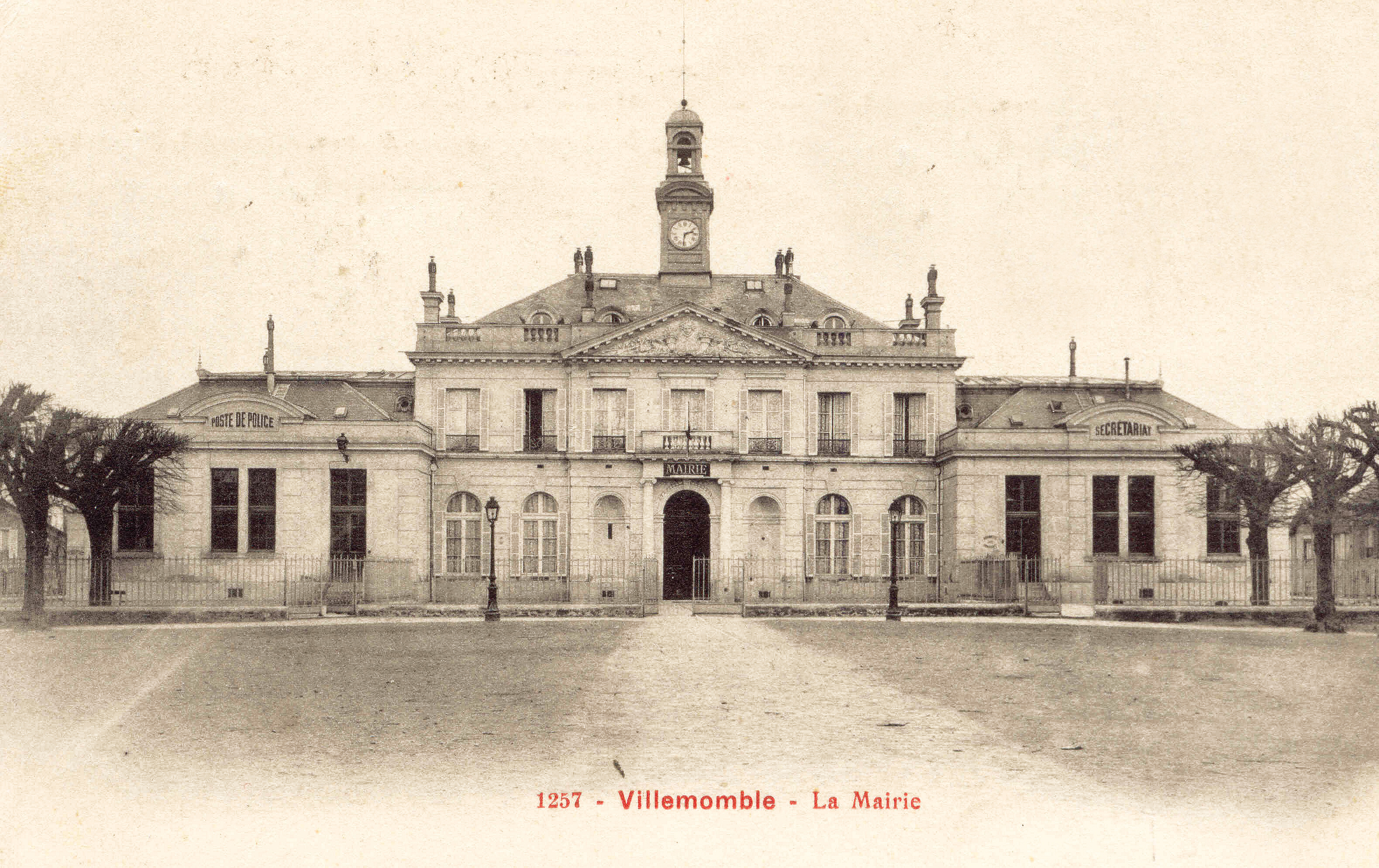
Le château au début du XXe siècle (mairie).
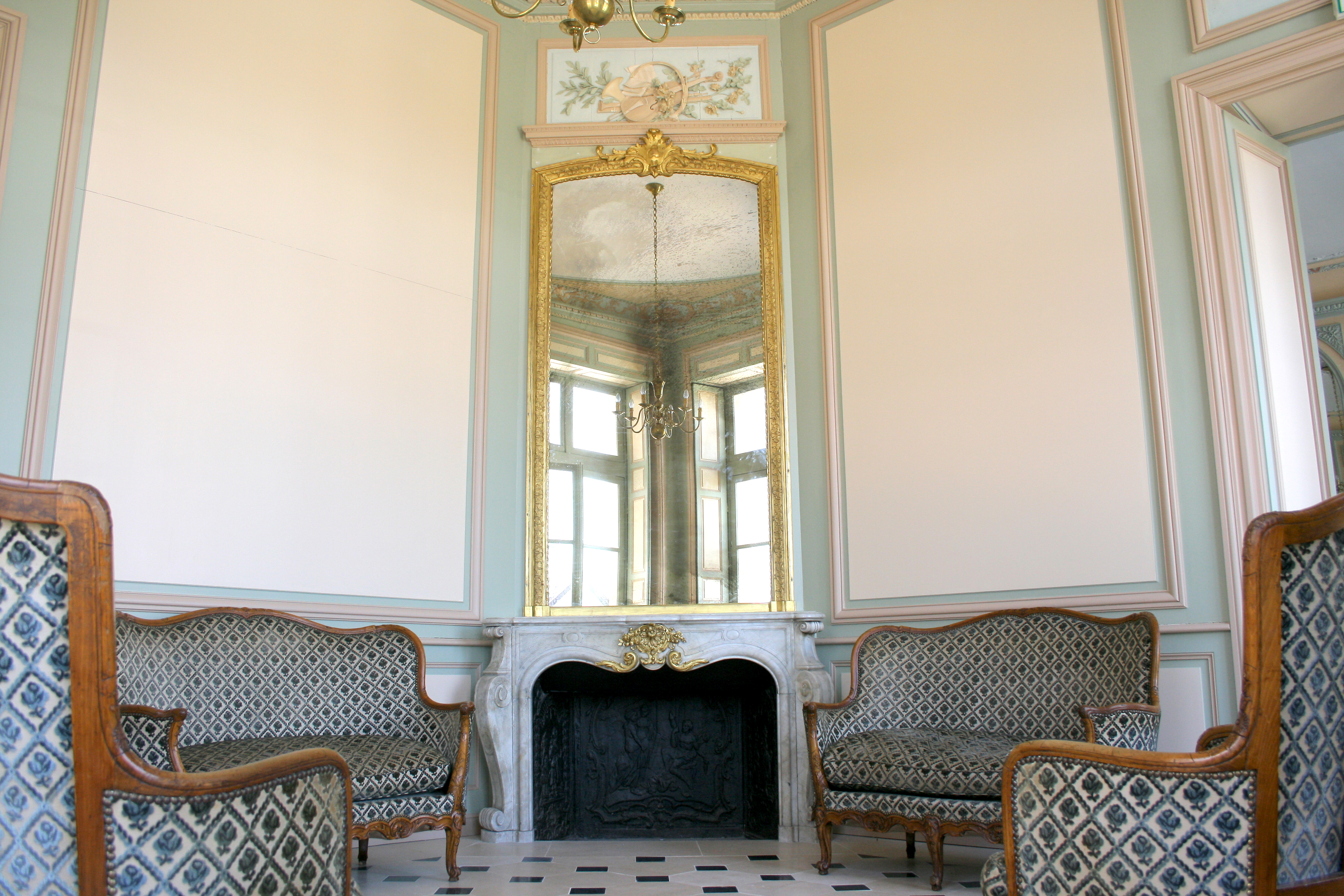
Le petit salon de musique.
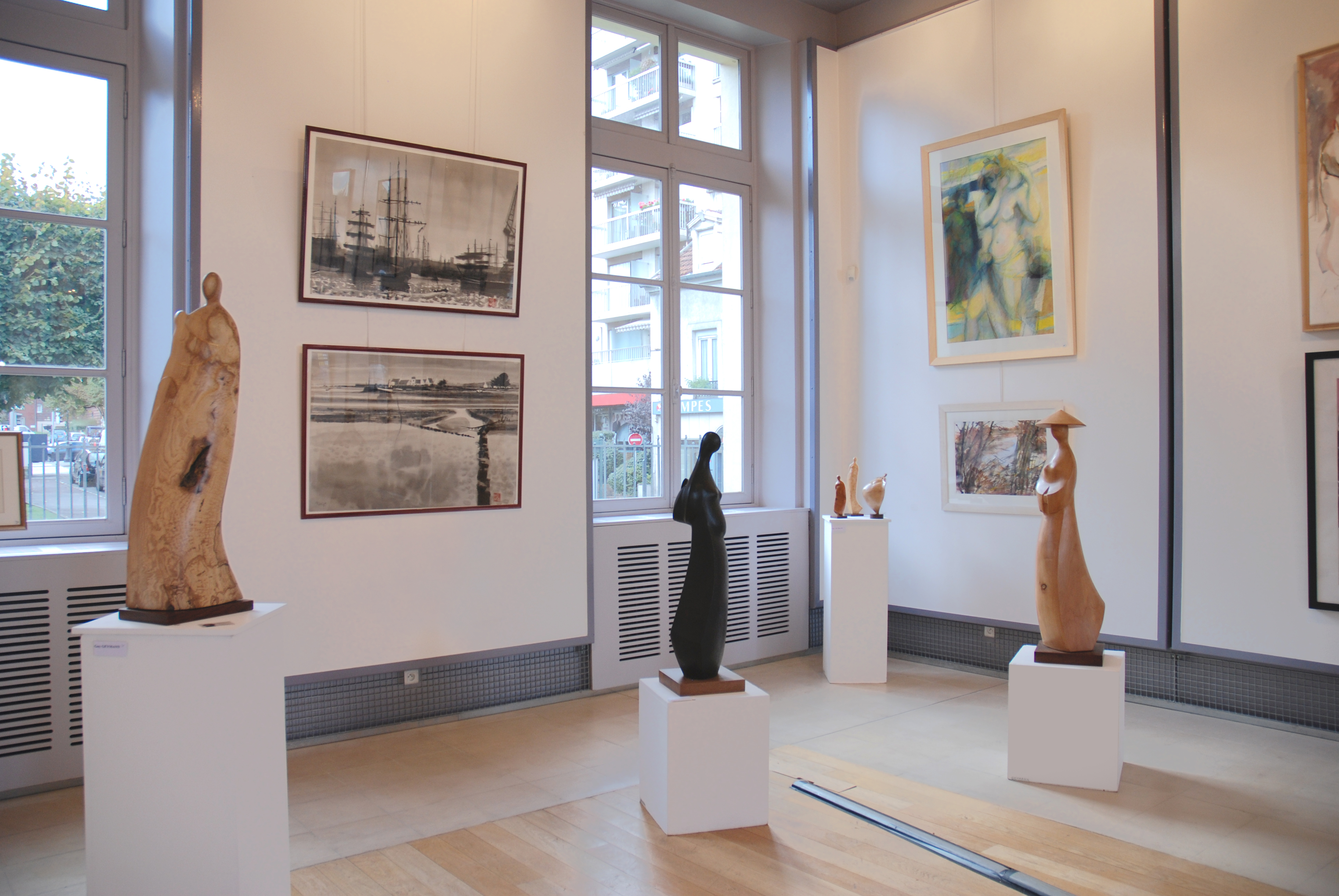
Exposition des beaux-arts dans l'une des salles du château.
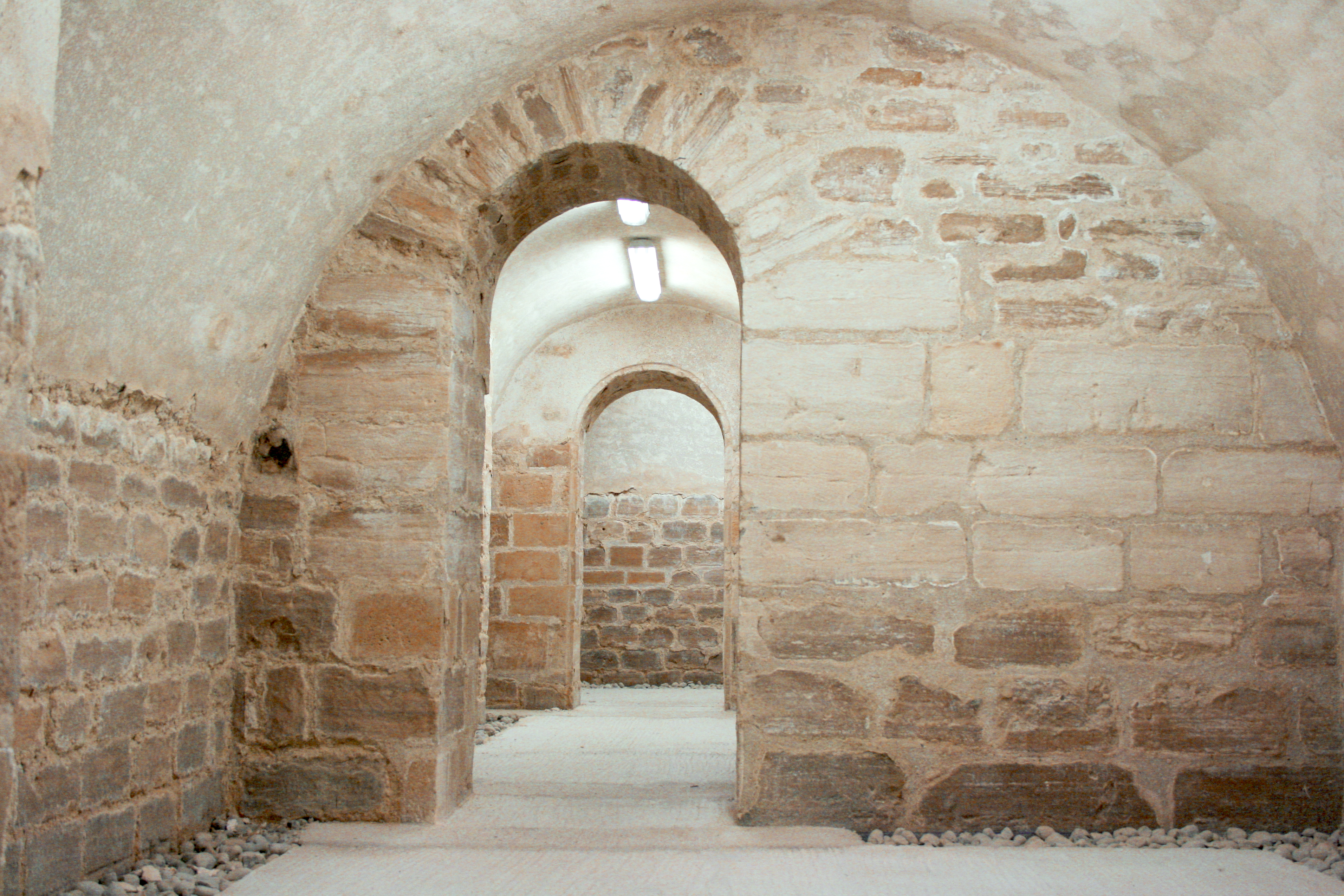
Les voûtes des sous-sols.
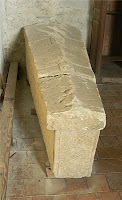
Sarcopha- ge méro- vingien.
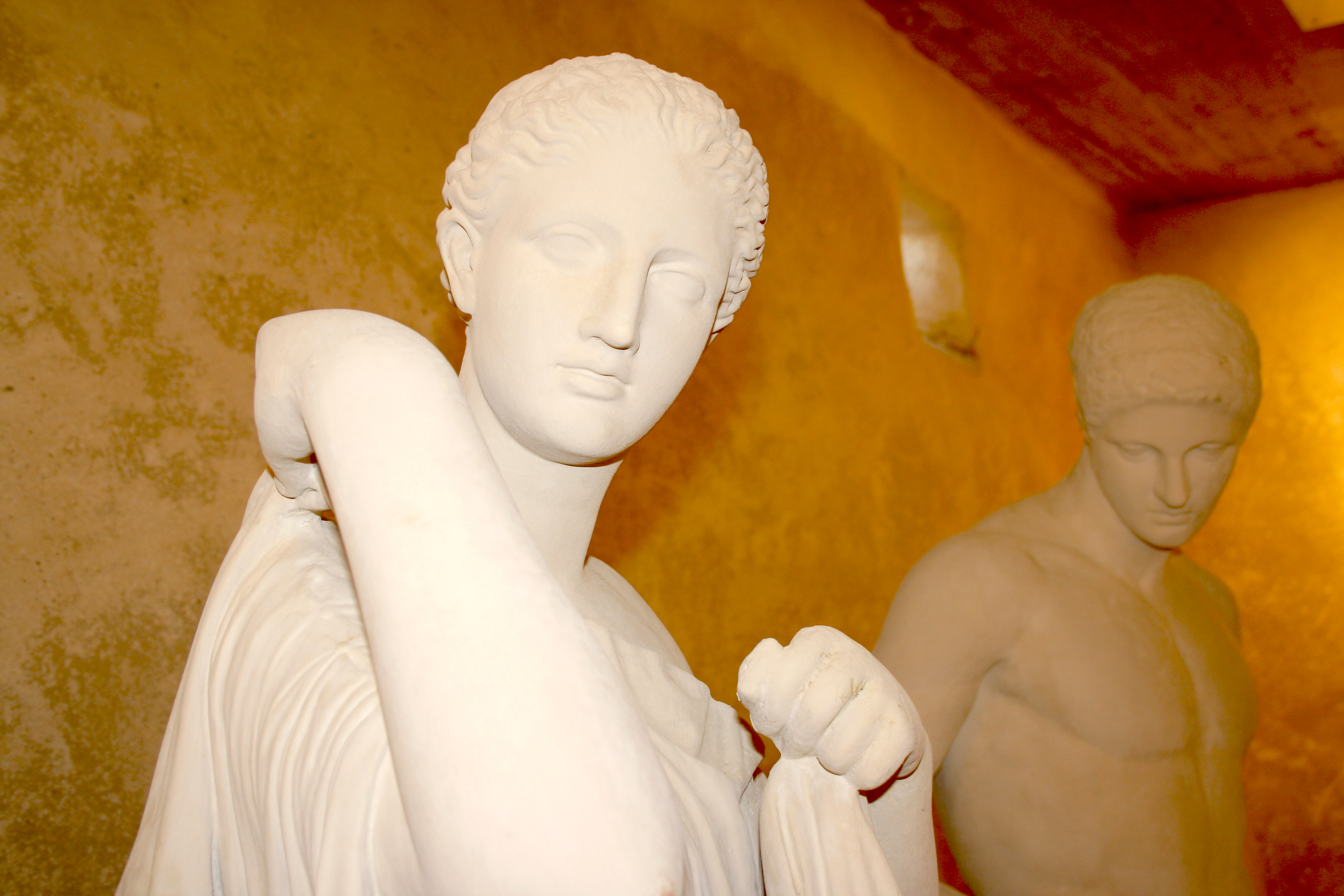
Détails de copies d'antiques.

- L'ancienne gare désaffectée de la ligne des Coquetiers (à côté de l'actuelle station des Coquetiers, qui témoigne de l'importance de cette voie ferrée à l'époque de sa création (1900).
- Le théâtre Georges Brassens date de 1903 construit par l'architecte Abel Simonet et a été rénové en 1982 et en 2013.
- Le stade Claude-Ripert, du nom du maire de l'époque, a été inauguré en 1939, en présence du maréchal Pétain[59].
- Les parcs-promenades :
  - parc de la Garenne (rue de la Carrière) ;
  - parc Jean-Mermoz (118, Grande-Rue, rue Denfert-Rochereau, rue Beausire) ;
  - parc René-Martin (rue Marcelin-Berthelot).
- Les squares :
  - square de Gaulle, angle rue Pasteur, avenue de la République ;
  - square de Verdun, place de la République ;
  - hôtel de ville, place Émile-Ducatte ;
  - square François-Mauriac, angle des rues François-Mauriac et Nicolas-Becker ;
  - square Jean-Moulin, avenue Galliéni.
- Un espace animalier : rue du Plateau, un canidrome.

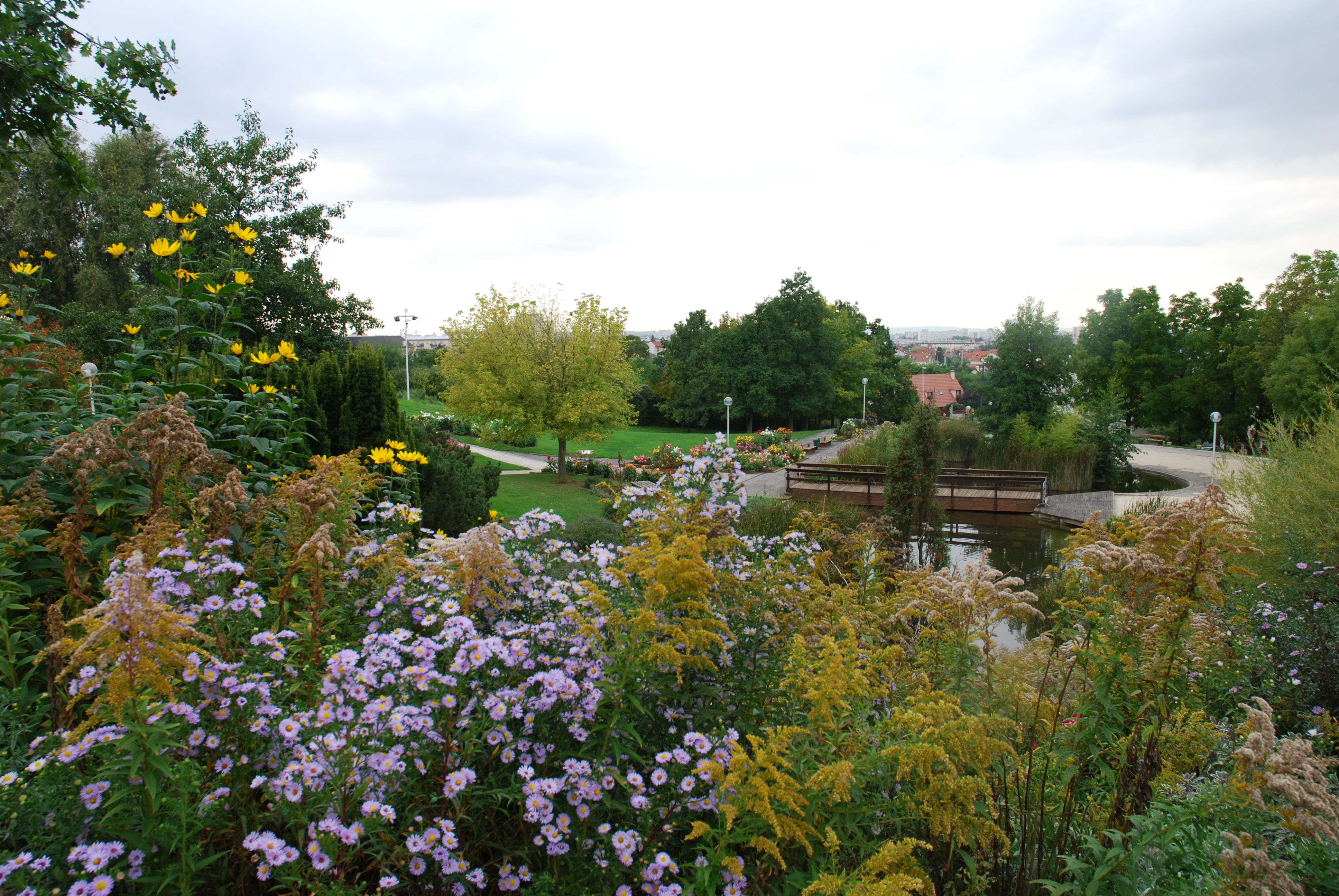
Le parc de la Garenne, rue de la Carrière.
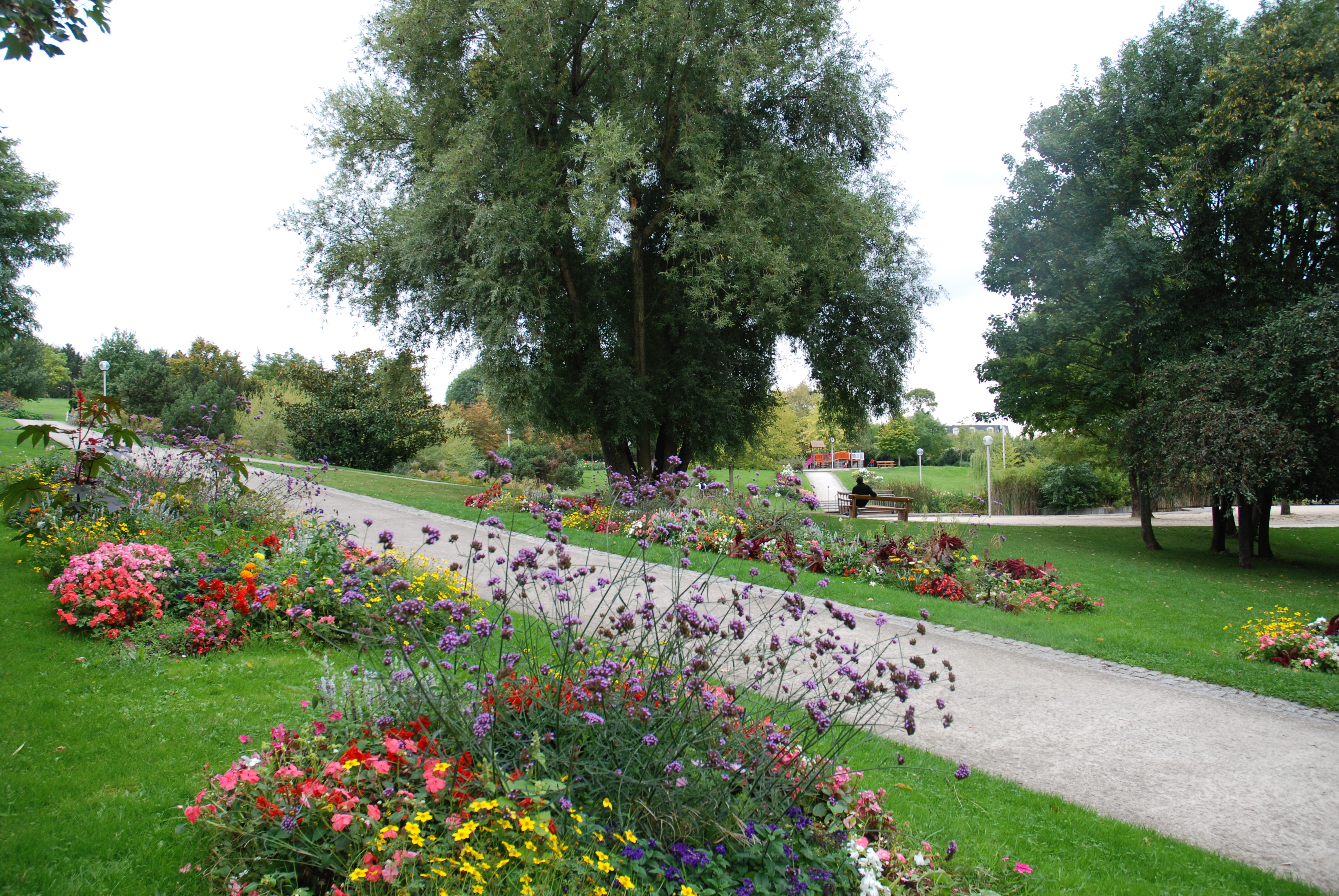
Le parc de la Garenne.
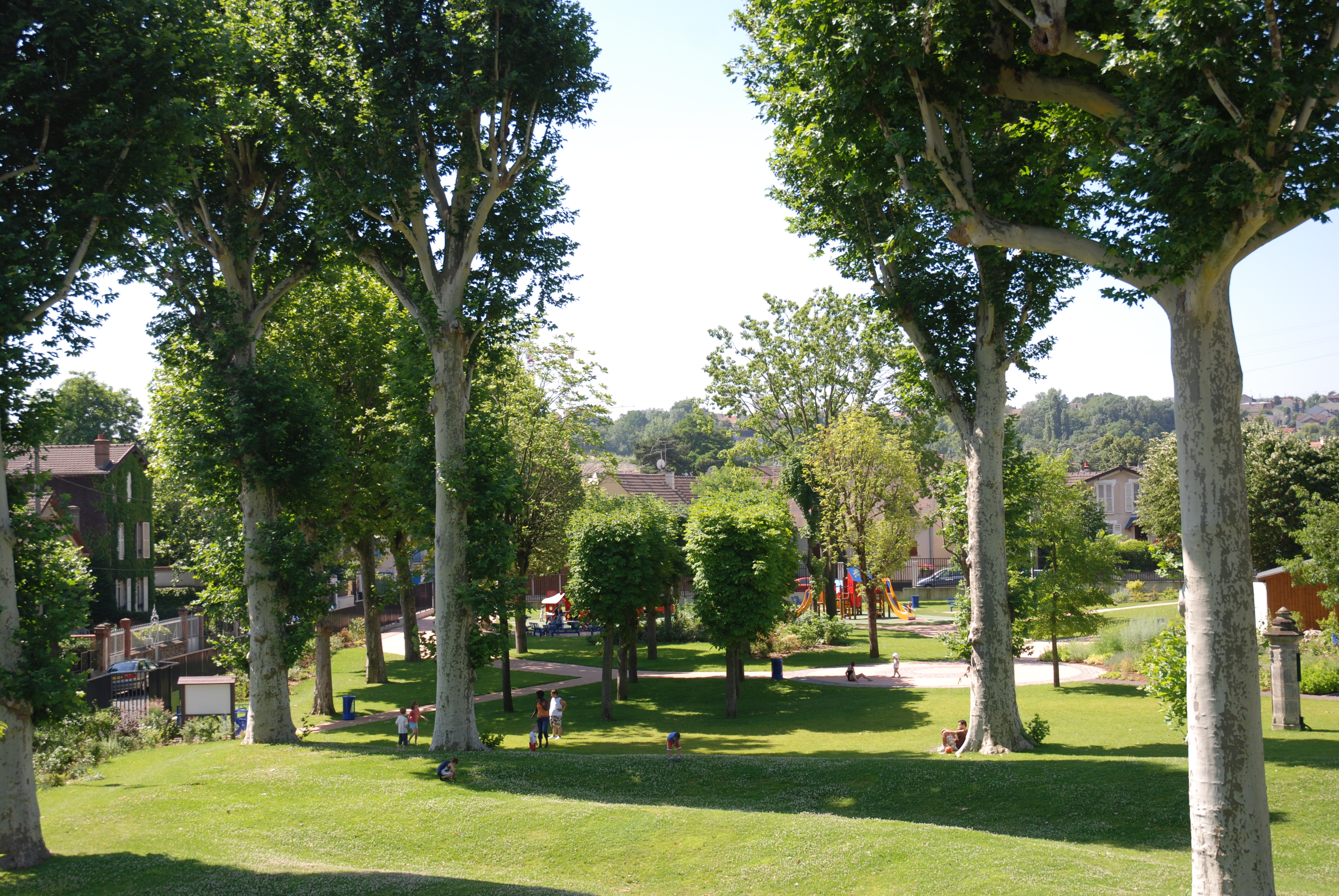
Le parc Jean-Mermoz, 118, Grande Rue.
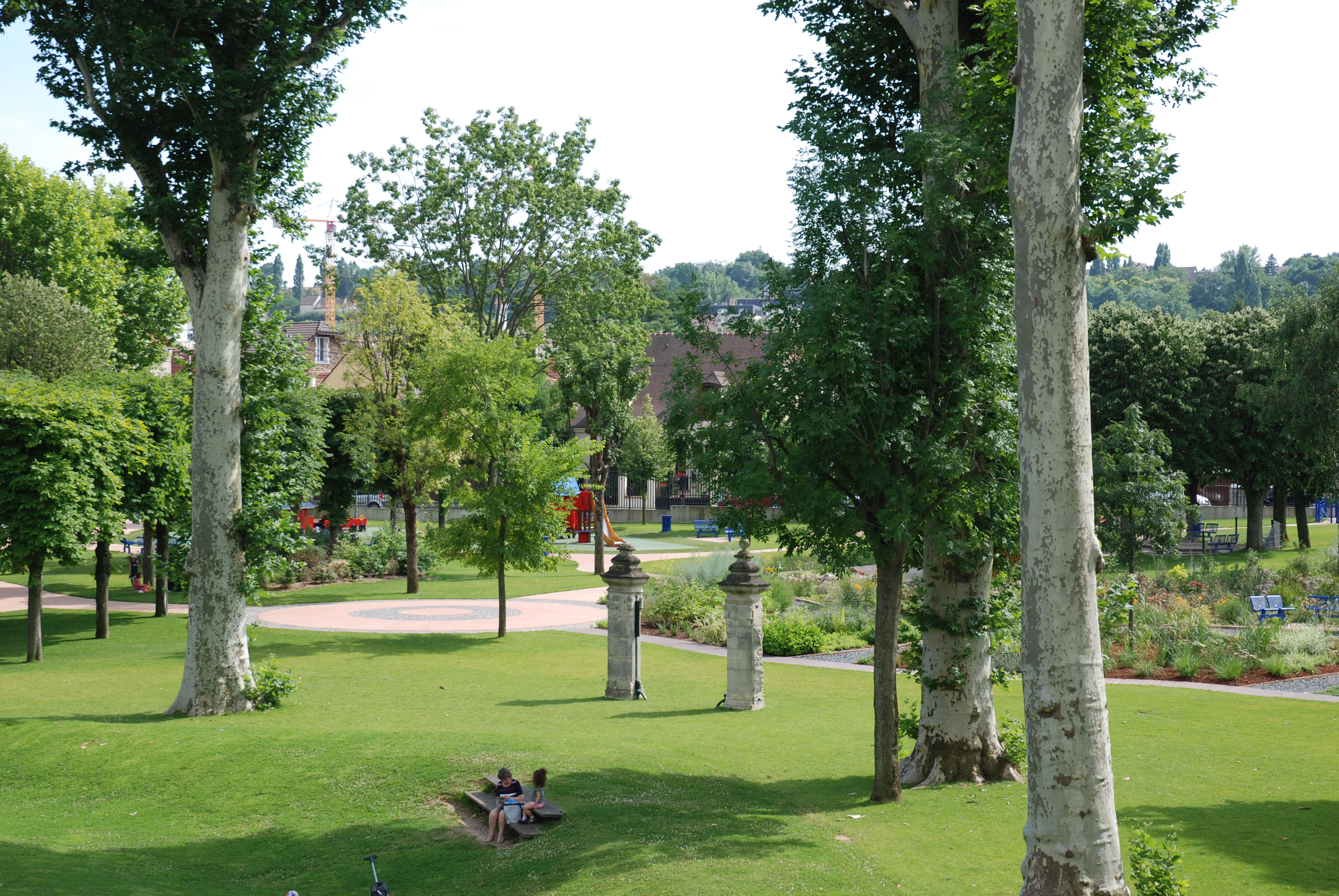
Le parc Mermoz.
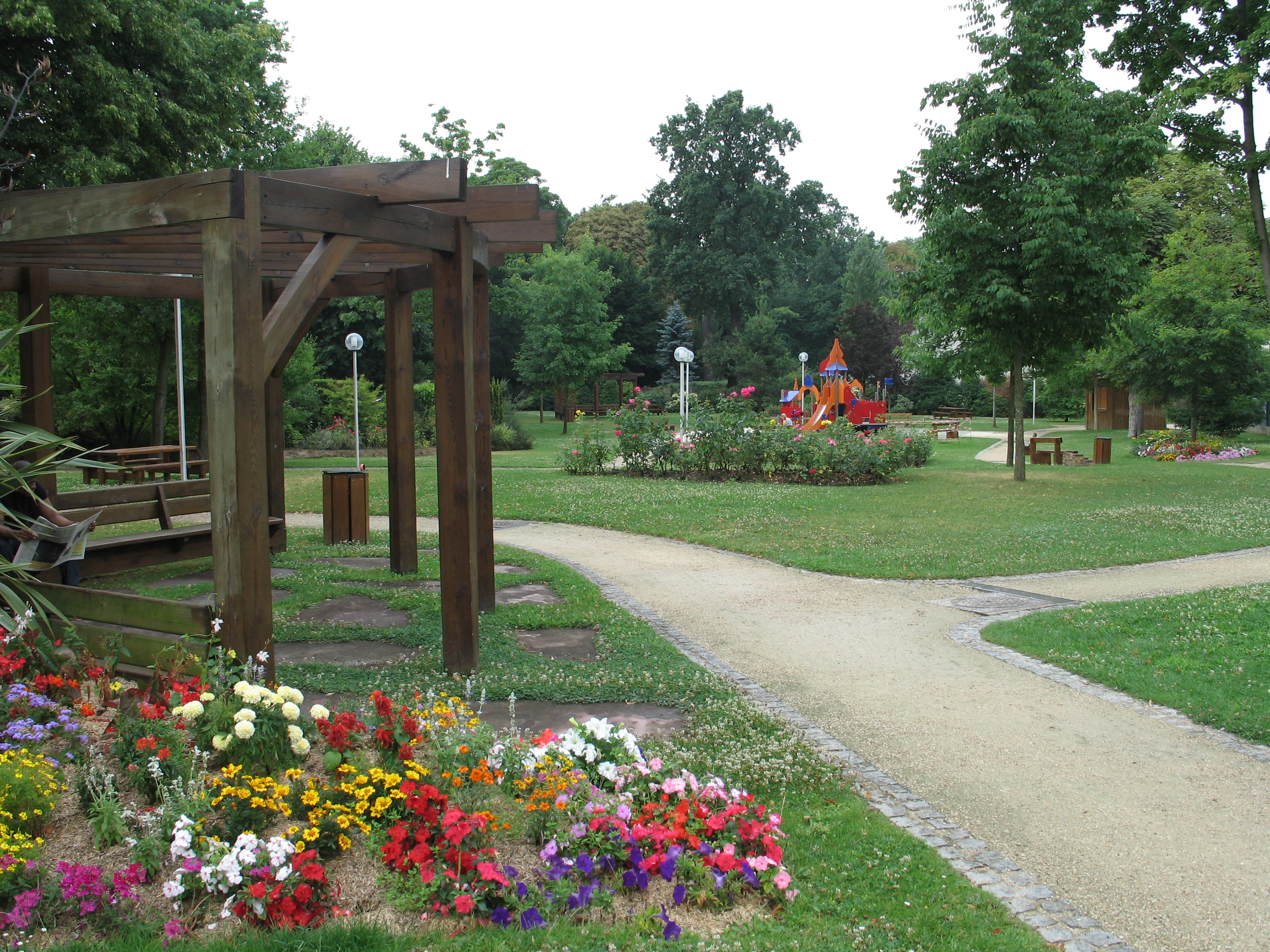
Le parc René-Martin, rond-point Carette.

### Mémoriaux

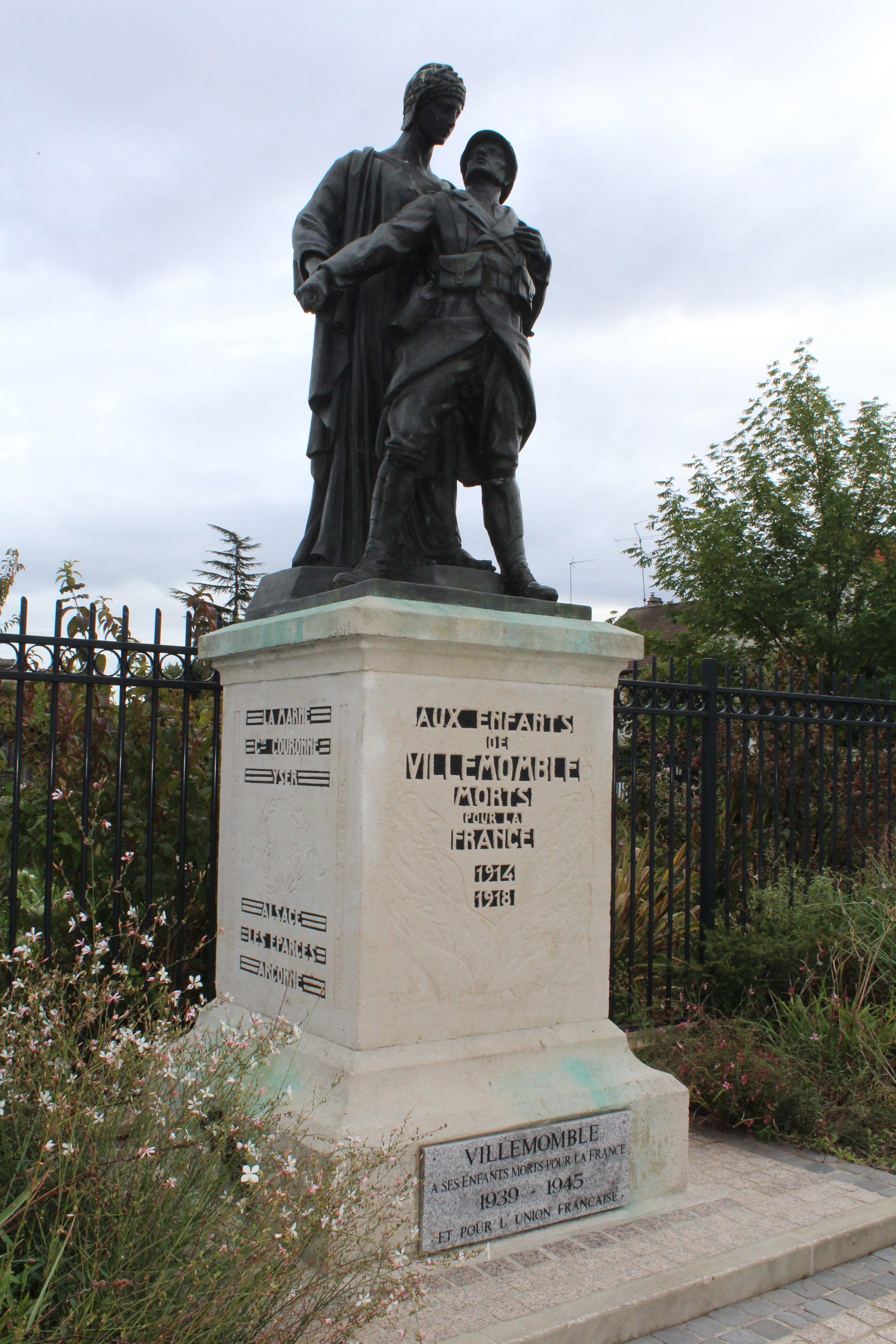
Monument aux morts 14-18.
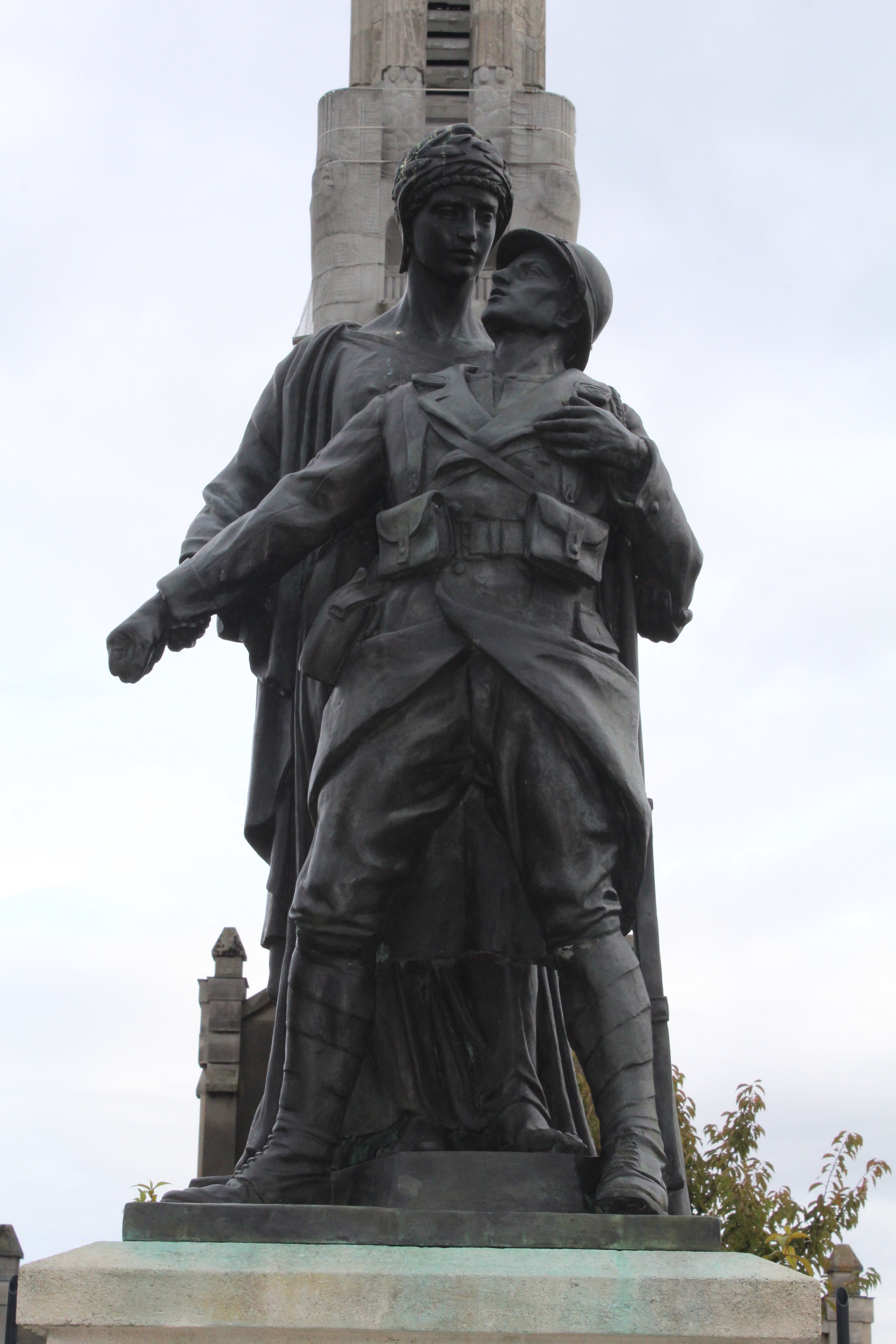
détail du monument aux morts.
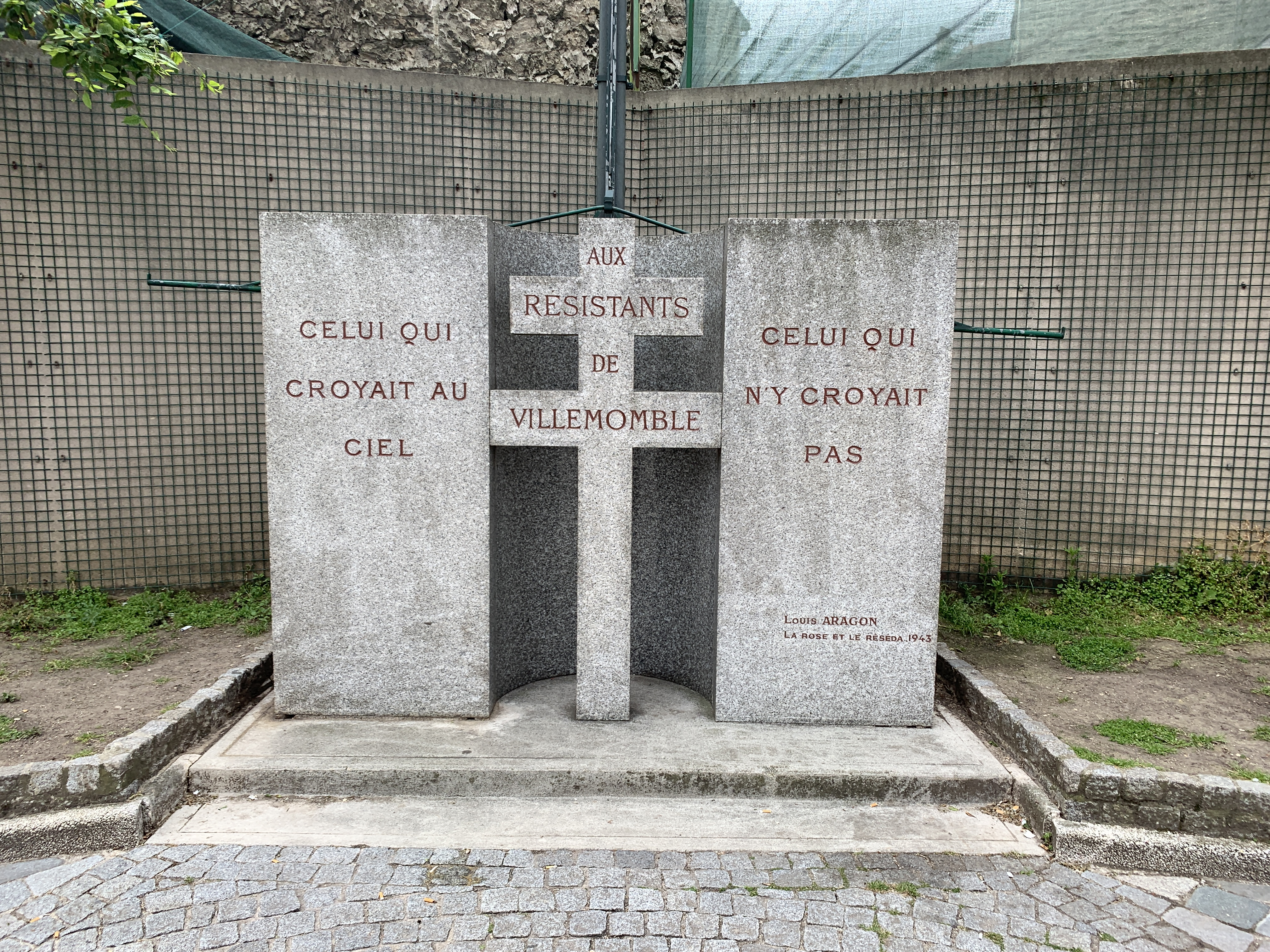
Monument à la Résistance.
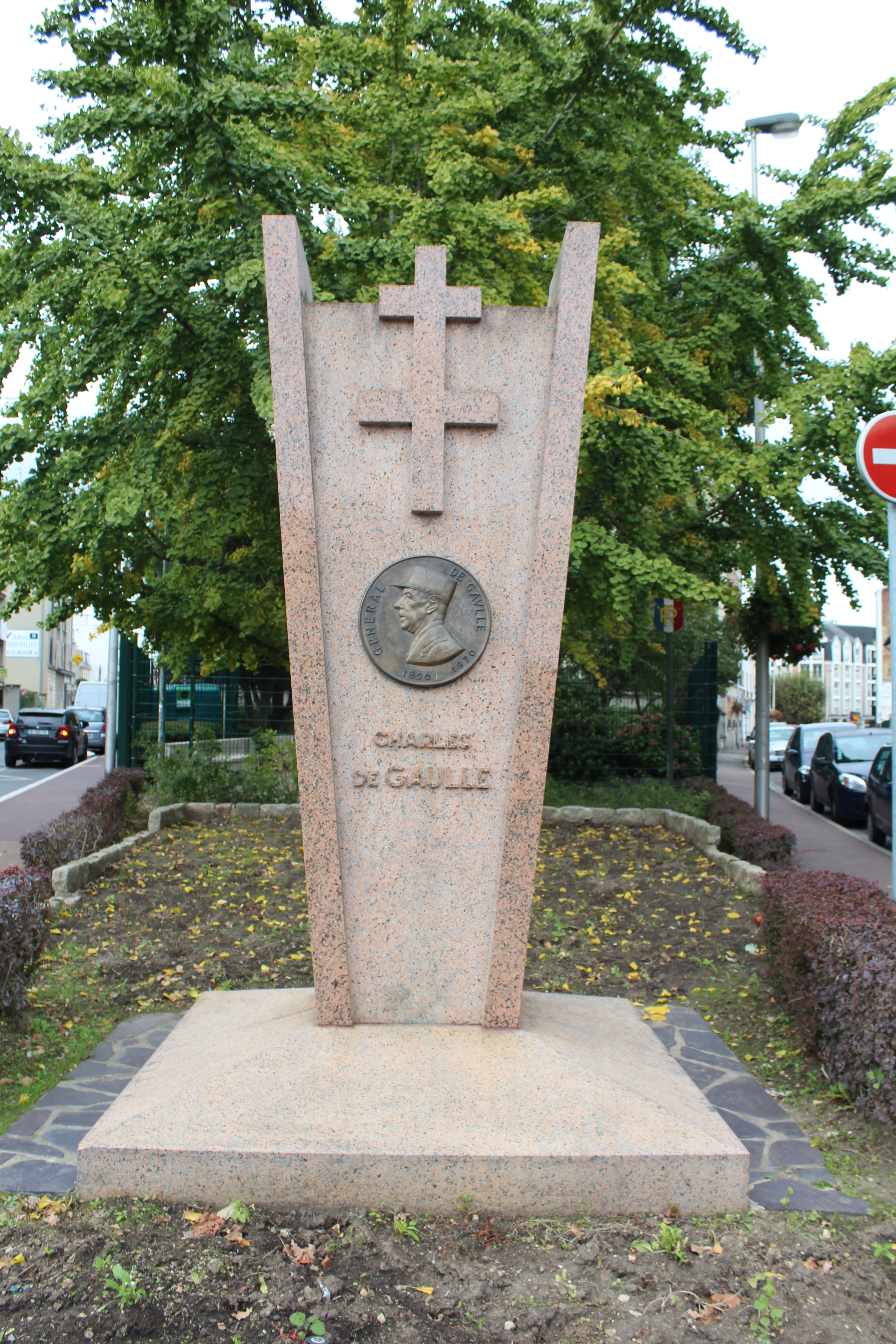
Monument à Charles de Gaulle.
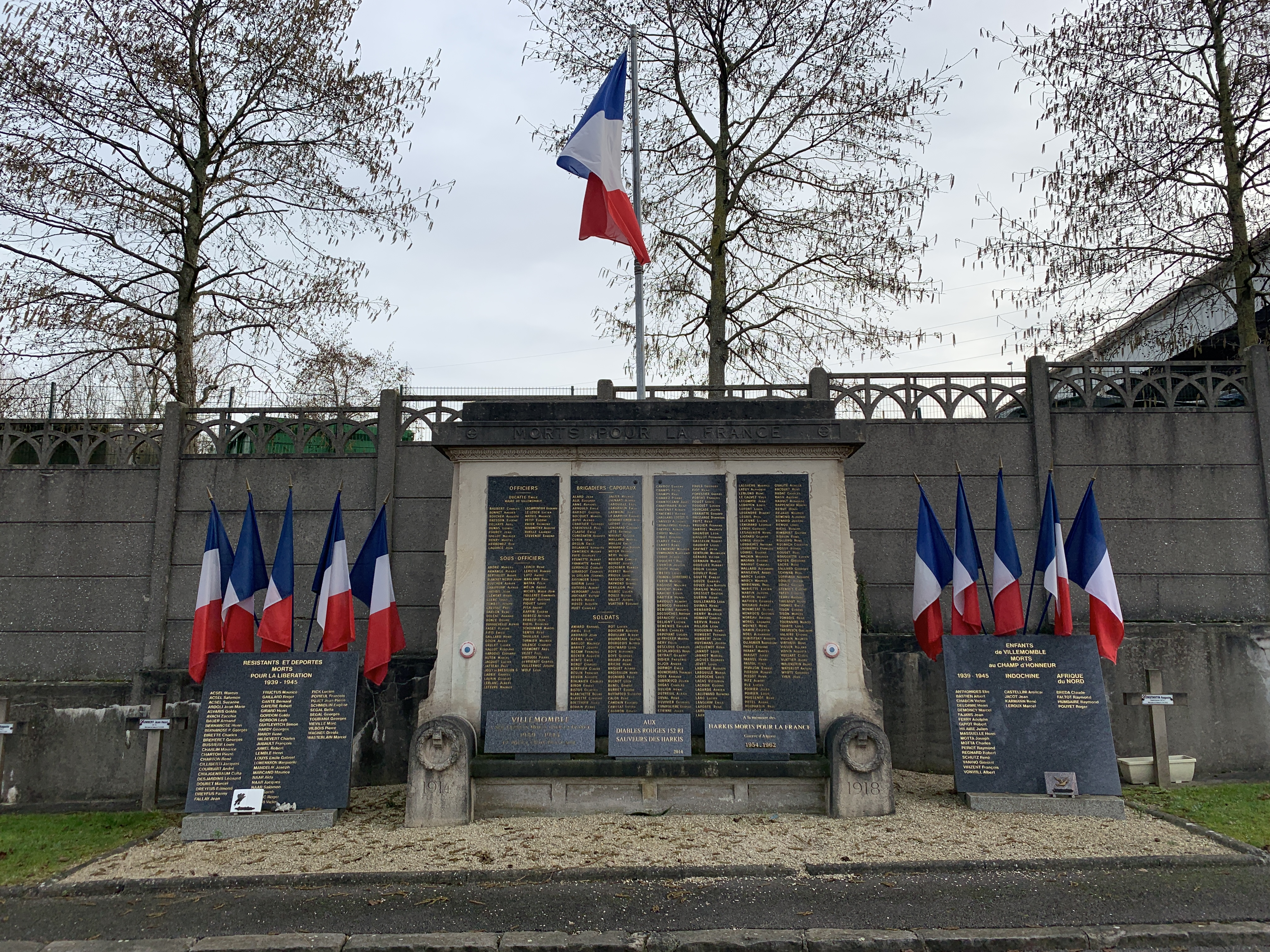
Monument aux morts du cimetière nouveau (14/18, 39/45, Indochine, Harkis, AFN).

### Personnalités liées à la commune
Onze rues de la ville portent le nom de résistants de Villemomble pendant la Seconde Guerre mondiale, dont celle du Capitaine Louys, Marc Viéville, Robert Jumel et Léo Desjardins.
Sont nés à Villemomble :
- l’ethnologue Yves Delaporte
- l'écrivain et archiviste Charles Braibant
- l'historien, écrivain Guy Martignon
- la physicienne et chimiste Marguerite Perey
- le chorégraphe Roland Petit
- l'écrivain Daniel Picouly
- le compositeur Jean Rivier
- l'historien de l'art Antoine Terrasse
- le peintre Michel Terrasse
- les sœurs du groupe Native
- l'homme politique Philippe Poutou, candidat aux présidentielles de 2012 et 2017 pour le Nouveau Parti anticapitaliste

Ont étudié à Villemomble :
- le spationaute Jean-Pierre Haigneré au lycée Clemenceau et à l'école Pasteur
- le comédien Robert Coquillaud dit Robert Le Vigan à l'école du Centre
- l'écrivain François Nourissier de l'Académie Goncourt, collège Le Valois
- l'écrivain Georges-Olivier Châteaureynaud, prix Renaudot, lycée Clemenceau

Sont morts à Villemomble :

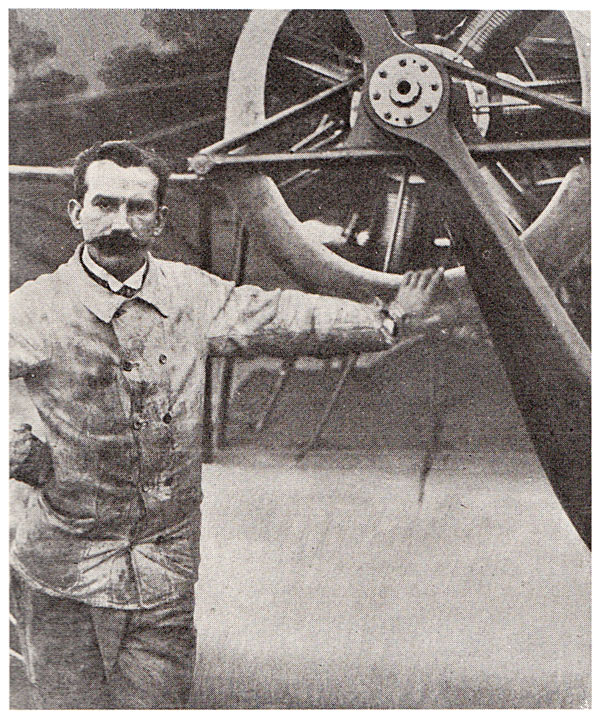
Émile Train devant son monoplan lors de la course Paris-Madrid, 21 mai 1911.

- l'écrivain Alexandre Chatrian en 1890, 56, avenue Franklin
- l'architecte Émile Janet en 1920, 14 avenue Maurice
- l'historien Arthur Chuquet, 41 avenue Gallieni
- l'écrivain, poète, dessinateur André Ibels
- un des pionniers de l'aviation, constructeur, Émile Train, mort en 1939
- le peintre et illustrateur Raylambert (Raymond Lambert de son vrai nom) décédé le 16 juillet 1967, âgé de 78 ans (voir Elbeuf)

Ont habité à Villemomble :
- Hervé Le Boterf, écrivain, boulevard d'Aulnay
- Patrick Bouet, médecin et président de l'Ordre national des médecins
- Roger Carel, acteur et doubleur de films et de dessins animés. Citoyen d'honneur de la ville de Villemomble
- Frédéric-Auguste Cazals, écrivain et artiste, 11 rue du Joli-Point-de-Vue
- François Corbier, chanteur, comédien, poète, musicien guitariste, auteur-compositeur, animateur de télévision
- Marie Delna, cantatrice, place de la République
- Paul Gachet, médecin et collectionneur d'art
- Émile Hinzelin, écrivain, journaliste, historien, 41 avenue Gallieni
- Raymond Hoinant, un des promoteurs du handball en France (1941), 1er entraîneur de l'équipe de France, rue de Neuilly[réf. nécessaire]
- Pierre Lachambeaudie, fabuliste, poète, 4 ter rue de Neuilly
- Jacques Marseille, écrivain, historien, économiste, 45 avenue Gallieni
- Raylambert, dessinateur, illustrateur
- Louis Feuillade, 3 rue Huraut, scénariste, metteur en scène et directeur artistique de Gaumont

Habitent à Villemomble :
- Joël Favreau, compositeur, guitariste, accompagnateur de Georges Brassens.

S'entraînent à Villemomble :
- Audrey Tcheuméo, championne d'Europe, championne du monde de judo 2011 et médaille de bronze aux Jeux olympiques de Londres 2012 (moins de 78 kg), ainsi que Ketty Mathé, championne du monde 2011 par équipe, s'entraînent à la section judo du club « Villemomble Sports »

### Héraldique

Ancien logo municipal reprenant les armes de la commune.

| Armes de Villemomble | Les armes de la commune de Villemomble se blasonnent ainsi : Parti : au premier d'argent au lion de gueules chargé d'une escarboucle d'or, au second de gueules semé de châteaux d'or ouverts du champ Devise : villa non una sed mille (ce n'est pas une maison, mais mille) |

## Sources